# St.-Jacobus-Kirche (Hilden)

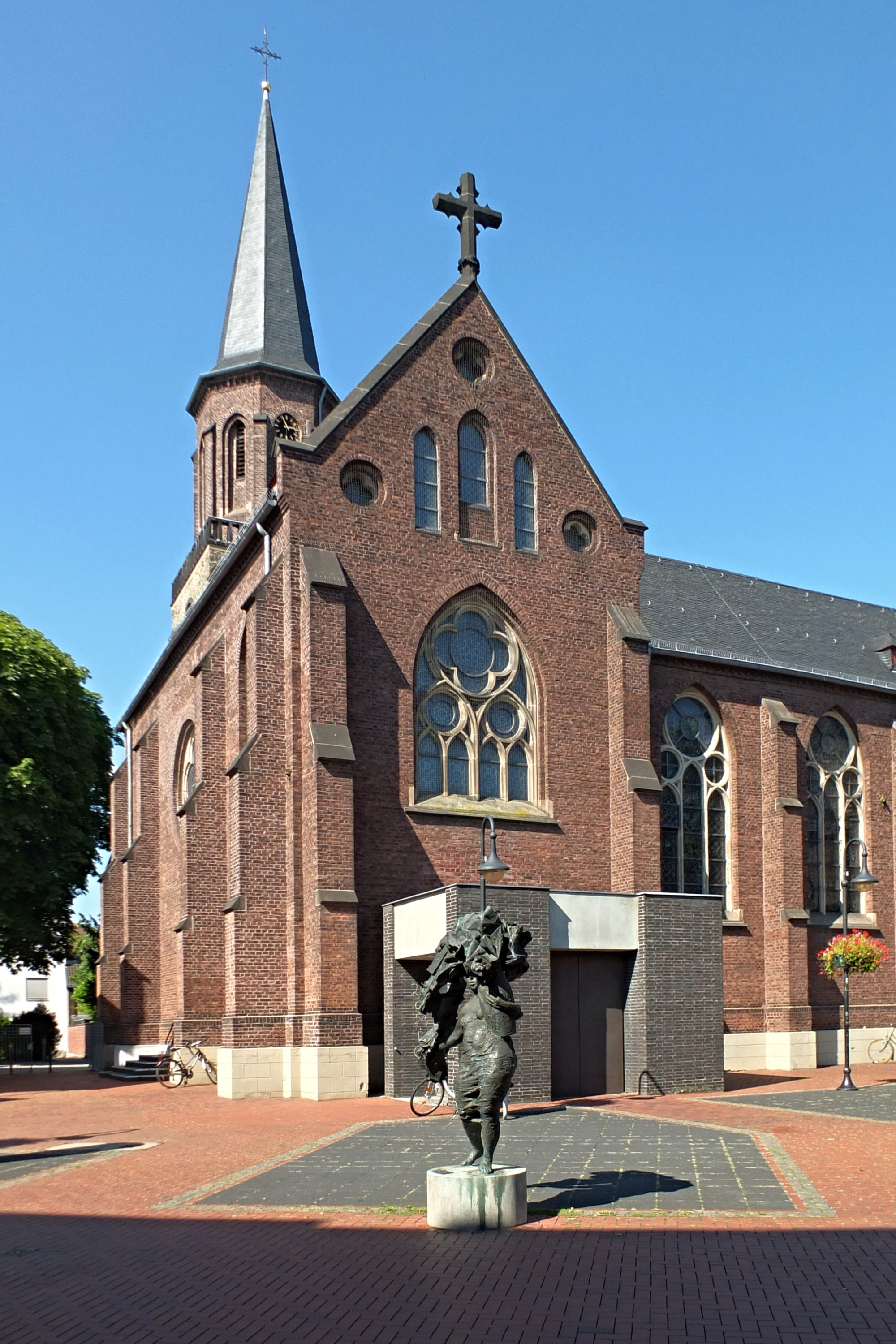
St.-Jacobus-Kirche (Hilden), Blick von Südwesten

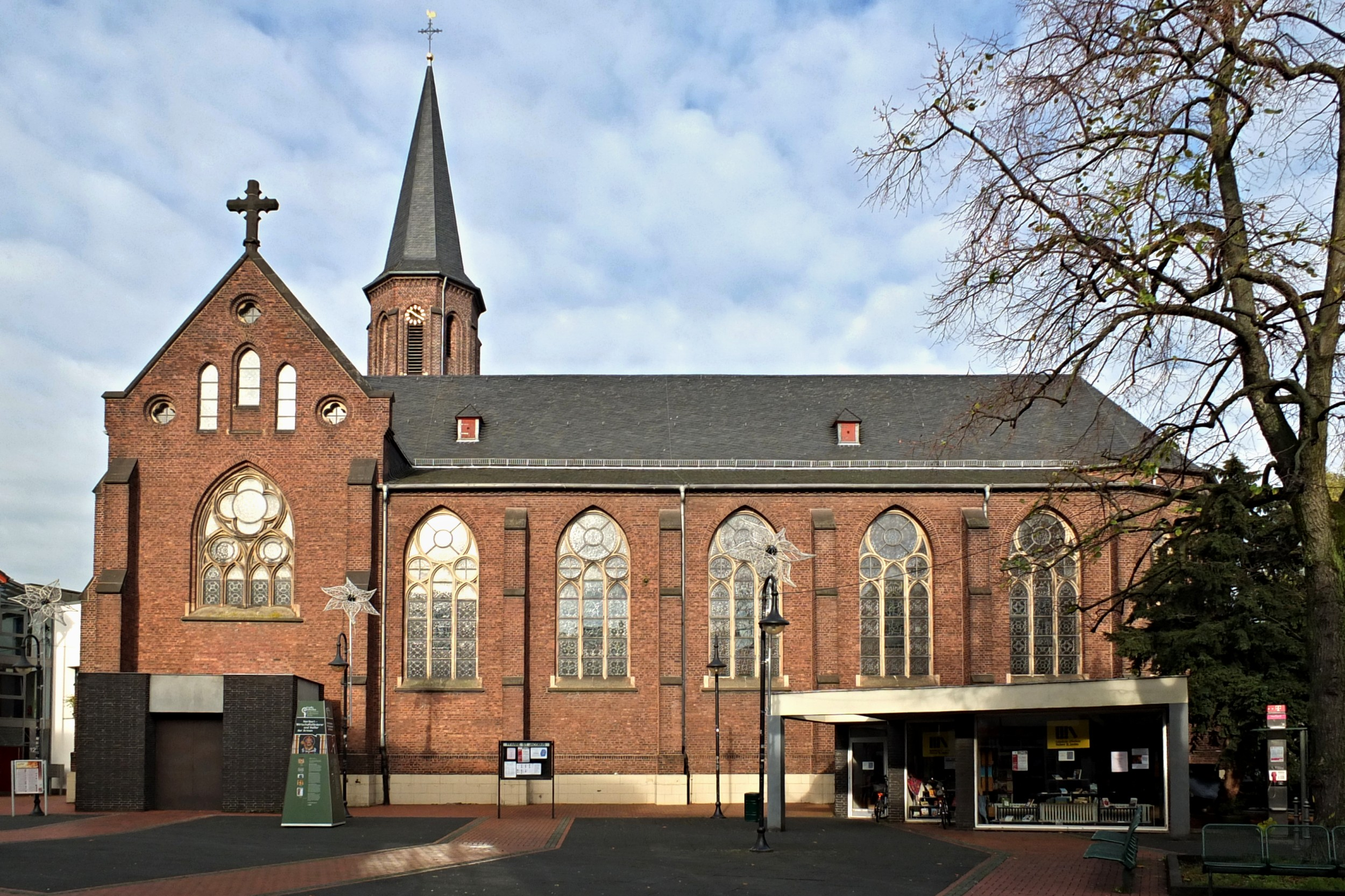
St.-Jacobus-Kirche (Hilden), Blick von Süden

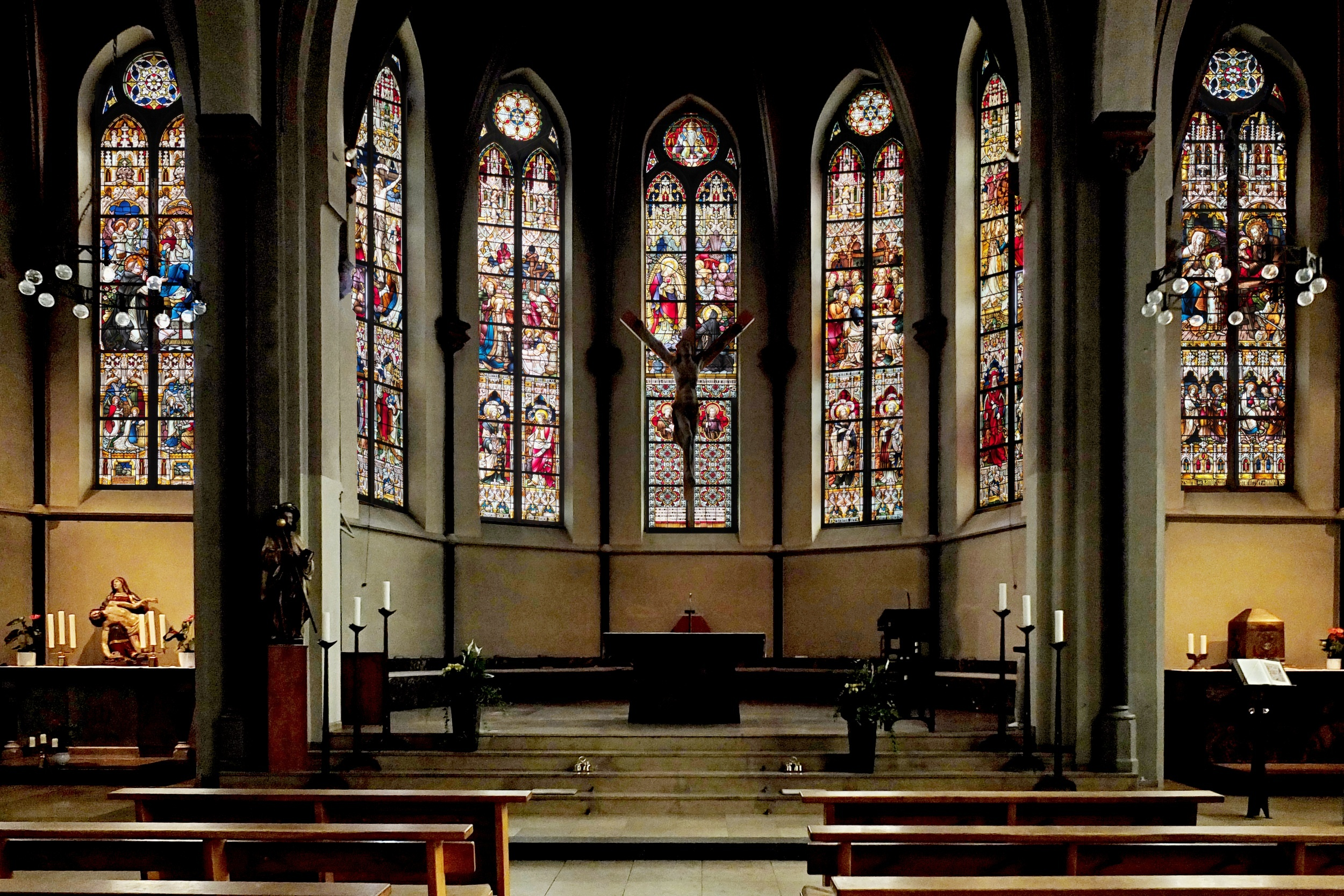
St.-Jacobus-Kirche (Hilden), Innenansicht

Die neugotische St.-Jacobus-Kirche ist die Hauptkirche der römisch-katholischen Kirchengemeinde St. Jacobus Hilden, die im Jahr 2010 durch Zusammenschluss mehrerer Vorgängergemeinden zu einer der größten katholischen Gemeinden des Erzbistums Köln wurde. Die Pfarrkirche befindet sich an der Mittelstraße 10 in Hilden.

## Geschichte
Die römisch-katholische Kirche in Hilden war bis zum Ende des Dreißigjährigen Krieges (1618–1648) die zu Ehren St. Jacobus Maior (dem Älteren) geweihte Kirche am heutigen Markt. Nach dem Dreißigjährigen Krieg musste die römisch-katholische Gemeinde entsprechend den Bestimmungen des Westfälischen Friedens (1648) die damalige St.-Jacobus-Kirche räumen, weil am Stichtag des Normaljahres, dem 1. Januar 1624, der reformierte Prediger Johann Kohlhagen dort gepredigt hatte. Die Reformierten übernahmen am 1. Oktober 1650 die alte Kirche der Katholiken. Diese nahmen alle „Ornamenta“ (von lat. Schmuckstücke) aus der Kirche mit. Die römisch-katholische Gemeinde Hildens war „heimatlos“. Die Gottesdienste fanden im Stockshaus statt. Das befestigte Gebäude war Sitz des früheren Lehensverwalters von Haus Horst (Hilden) und befand sich an der heutigen Stockshausstraße, Ecke Heinrich-Lersch-Straße. Die Seelsorge übernahmen abwechselnd Prämonstratenserpatres des Norbertinerklosters Knechtsteden bei Zons, Weltgeistliche, sowie Patres des Kapuzinerklosters Noven bei Benrath (1805 aufgehoben und 1934 abgerissen).
Die ehemals römisch-katholische Kirche am heutigen Markt wurde von da an nur „Evangelische Kirche“ genannt, bis sie im Jahr 1958 die Bezeichnung „Reformationskirche“ erhielt, da im Süden der Stadt als zweite evangelische Kirche die „Erlöserkirche“ gebaut wurde.
Die heutige St.-Jacobus-Kirche zu Hilden in der oberen Mittelstraße ist der dritte römisch-katholische Kirchenbau an derselben Stelle. Pastor Franz Rütger Gerretz, später auch Landdechant, mietete 1680 für sich ein Haus an der Ulrichskuhle (Ecke Mittelstraße/Hochdahler Straße). Es wurde 1722 einschließlich Garten für 550 Reichsthaler käuflich erworben. Dieses Haus trug den Namen Kirchenhaus. Es diente als Wohnung und Kapelle. Der Pastor ließ 1682 nebenan eine kleine Holzkirche errichteten. Dadurch hatte Hilden nun zwei Dorfzentren: am heutigen Markt und an der Kuhle.
Durch die beginnende Industrialisierung kamen im 18. Jahrhundert immer mehr Katholiken nach Hilden. 1745 begannen an der Stelle, an der bis dahin die Holzkirche stand, die Arbeiten für einen ersten massiven Steinbau. Die Steine kamen aus einem lokalen Steinbruch auf dem Gelände der heutigen Waldkaserne an der Elberfelder Straße. Der Bau erforderte die Summe von 8750 Reichsthalern. Mit Genehmigung des damals in Personalunion als Erzbischof von Köln und Kurfürst regierenden Clemens August von Bayern und dessen Weihbischofs wurde das Gotteshaus am 8. Juni 1749 durch den Münsteraner Weihbischof Franz Bernardin Verbeck (1686–1756) St. Jacobus dem Älteren gewidmet. Sonnen, Wennig und andere nennen irrtümlich Antonius von Padua als Namenspatron der Kirche, denn sie hatten noch keine Kenntnis von der erst 1988 von Müller veröffentlichten Chronik der Kirche. Lediglich der Altar auf der Epistelseite der Kirche wurde durch Verbeck zu Ehren des Antonius von Padua und des Einsiedlers Antonius geweiht. In der Folgezeit nahm die Gemeinde mehrere Um- und Neubauten vor.
Nachdem die römisch-katholische Gemeinde weiter gewachsen war, wurde die Bruchsteinkirche von 1872 bis 1882 durch die jetzige Backsteinkirche ersetzt. Der Hauptteil des jetzigen Gotteshauses wurde in zwei Bauabschnitten gebaut. Der erste Bauabschnitt erfolgte 1872 bis 1873. Der Rest des Anbaus wurde in den Jahren 1881 und 1882 nach dem Abbruch der alten Steinkirche fertiggestellt.
Die ursprünglichen Pläne für den Neubau stammten von dem Münsteraner Architekten August Rincklake (1843–1915). Die Bauleitung wurde dem aus Werden (Ruhr) stammenden und ebenfalls als Kirchenbaumeister bekannt gewordenen Franziskanerbruder Paschalis (bürgerlich: Theodor Gratze, 1819–1896) übertragen, der die Pläne Rincklakes abänderte. Der Bruchsteinturm der alten Kirche von 1745, den die Behörde erhalten wissen wollte, erhielt einen Aufbau aus Backsteinen, der sich von dem alten Unterbau deutlich unterscheidet. Ausgeführt wurde der Bau von der Firma Carl Nebel, Hilden.
Am Pfingstmontag, 20. Mai 1872, fand durch Aloys Theodor Kaiser (* 28. Oktober 1803 in Huckingen; † 2. Februar 1879), Pfarrer von St. Martinus Richrath, die feierliche Grundsteinlegung statt. Am 25. März 1873 wurde im älteren Teil der Kirche der erste Gottesdienst abgehalten. Die Vollendung erfolgte nach Abriss der alten Bruchsteinkirche. Der Namenstag des Heiligen Jacobus ist der 25. Juli. Dies war der Anlass, um am 30. Juli 1882 den ersten Gottesdienst feierlich in der vollendeten Kirche abzuhalten. Geweiht wurde die Kirche erst neun Jahre später am 12. Oktober 1891 durch den Kölner Weihbischof Anton Fischer (1840–1912). Ihr Schutzpatron ist der Apostel Jakobus der Ältere.
Aus den Bruchsteinen der alten katholischen Kirche wurde von 1881 bis 1882 das Pfarrhaus (Pastorat) der katholischen Kirchengemeinde St. Jacobus an der Mühlenstraße 8 erbaut und von den beiden Vikaren Jacob Hochgürtel (* 9. Mai 1845 in Kuchenheim; † 16. Januar 1887) und Friedrich Johann Hülsebusch (* 4. Juni 1848 in Steele) bezogen. Weil die Gemeinde weiterhin schnell wuchs, wurde zusätzlich die Küsterei, dann die Pfarrschule, die alte Vikarie, und 1898 bis 1899 die neue Vikarie gebaut.
Die Kirche steht seit dem 6. Oktober 1987 unter Denkmalschutz: Denkmalliste der Stadt Hilden, Nr. 33. Auf Grund des Alters des Gebäudes müssen immer wieder Anpassungen und Sanierungen vorgenommen werden.

## Ausstattung

St.-Jacobus-Kirche, Lage der Fenster

Das Bauwerk ist dreischiffig, reich an Säulen, Basen und Kapitellen und hat drei Apsiden. Die Haupt- und Seitenschiffe bestehen aus jeweils sechs Jochen. Die halbrund gemauerte Bogenreihe mit kurzen stämmigen schwarzen Säulen und Blütenkapitellen betont die Weite und Stille der Kirche. Die romanischen Arkaden zu den Seitenschiffen ruhen auf eckigen Pfeilern mit vier schmucken Säulen. Das Raum überdeckende Kreuzgratgewölbe ist in sanften Rottönen gehalten. Das Grau der Halbsäulen kontrastiert zu den roten trapezförmigen Kapitellen mit hellem Rankenwerk.

### Fenster
Die katholische Pfarrkirche zeichnet sich durch die raumumschließende Glasmalerei in ihren spätgotischen, spitzbogigen Fenstern aus. In alter Technik gefertigt, bringen diese transparenten Kunstwerke, die so detailfreudig wie farbenprächtig in Figur und Ornament sind, die Kirche zum Leuchten. Die Fenster der Chöre und des Langhauses wurden 1895 bis 1902 von der königlich sächsischen Hofglasmalerei Hertel & Lersch, Düsseldorf, entworfen und ausgeführt. Bei siebzehn Fenstern handelt es sich um Stiftungen von katholischen Vereinen, den Pfarrgeistlichen und einzelnen Gemeindemitgliedern, deren Spender in den einzelnen Fenstern eingeblendet sind. Die übrigen Mittel für die Fenster und die weitere Ausstattung der Kirche wurden durch regelmäßige Sonntagskollekten aufgebracht. Das Fenster in der Marienkapelle ist erst nach 1946 entstanden. Von 1992 bis 1998 wurden die Fenster durch die Werkstätten für Glasmalerei Hein Derix in Kevelaer restauriert. Alle Fenster wurden neu verbleit und zum Teil mit einer Schutzverglasung versehen.

#### Langhaus

Fenster über dem Eingang zur Sakristei
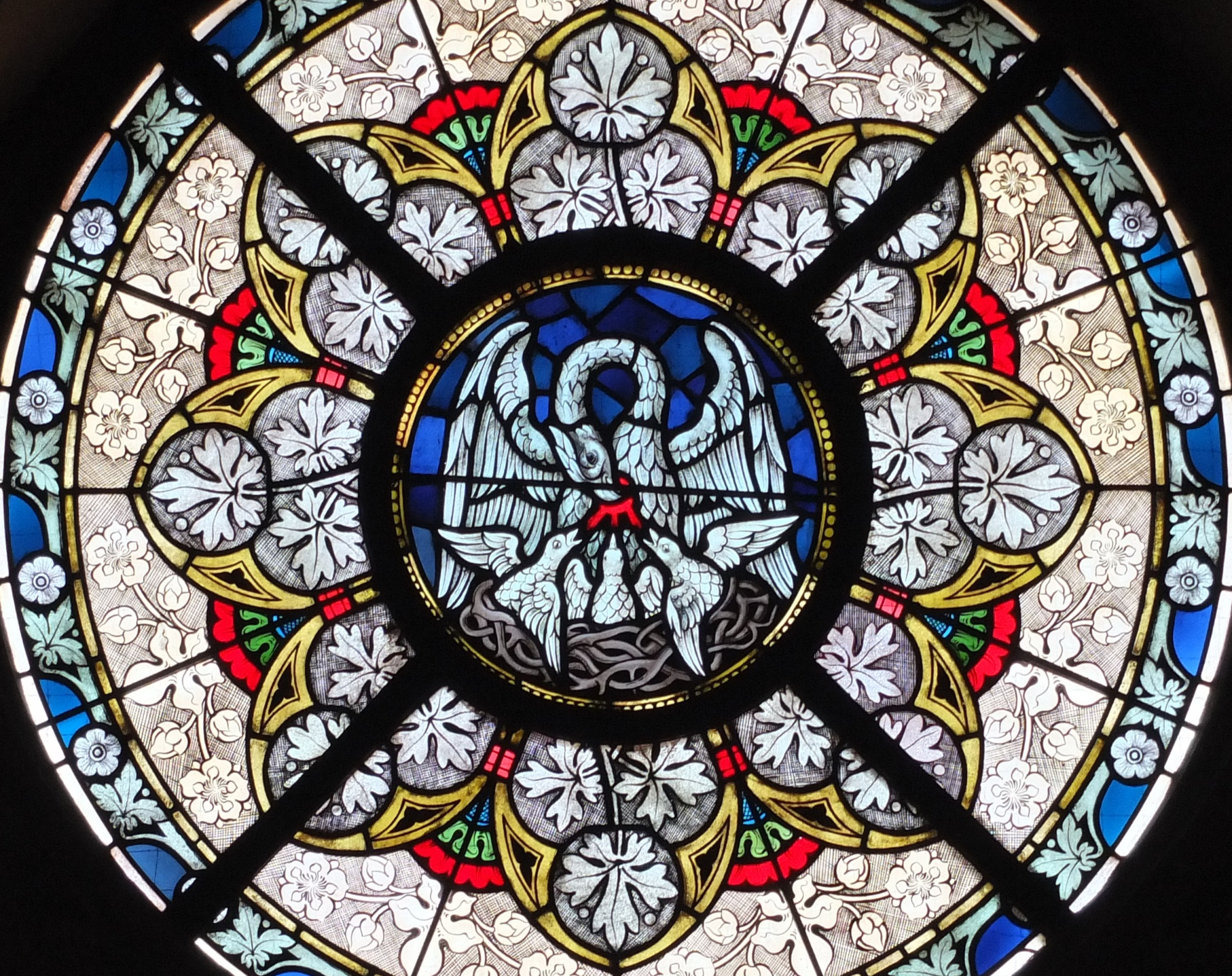
Der Pelikan nährt seine Jungen mit seinem Blut (N1)

Das Ornamentfenster (N1) oberhalb des Eingangs zur Sakristei ist reich mit Weinlaub verziert und zeigt in seinem Mittelpunkt den Pelikan, der seine Jungen mit seinem Blut füttert, nach christlicher Ikonographie ein Symbol für Jesus Christus und seinen Opfertod.

Heiligendarstellungen im Langhaus
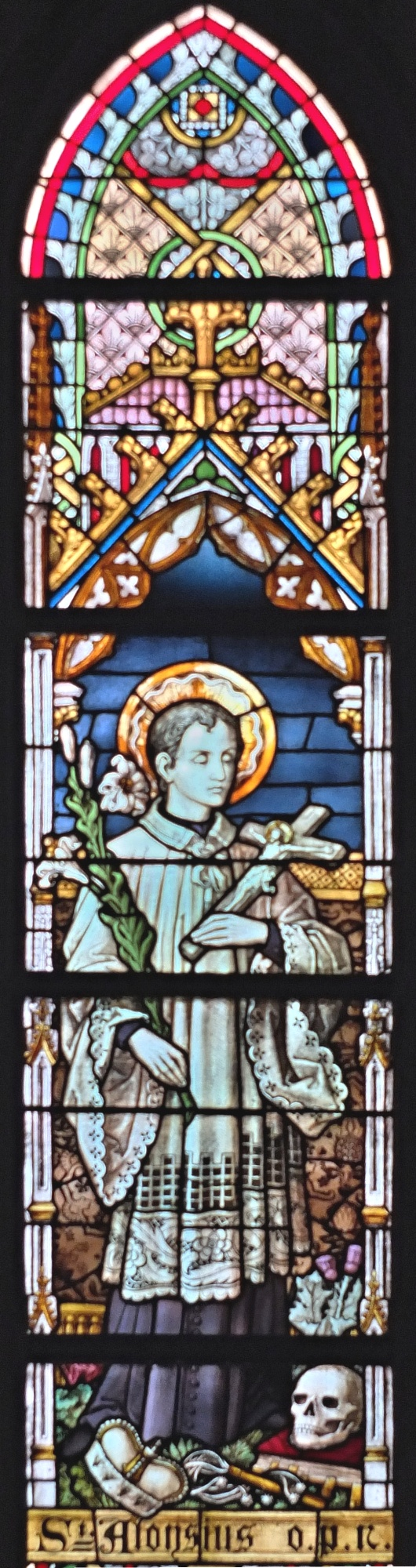
Aloisius von Gonzaga (N4)
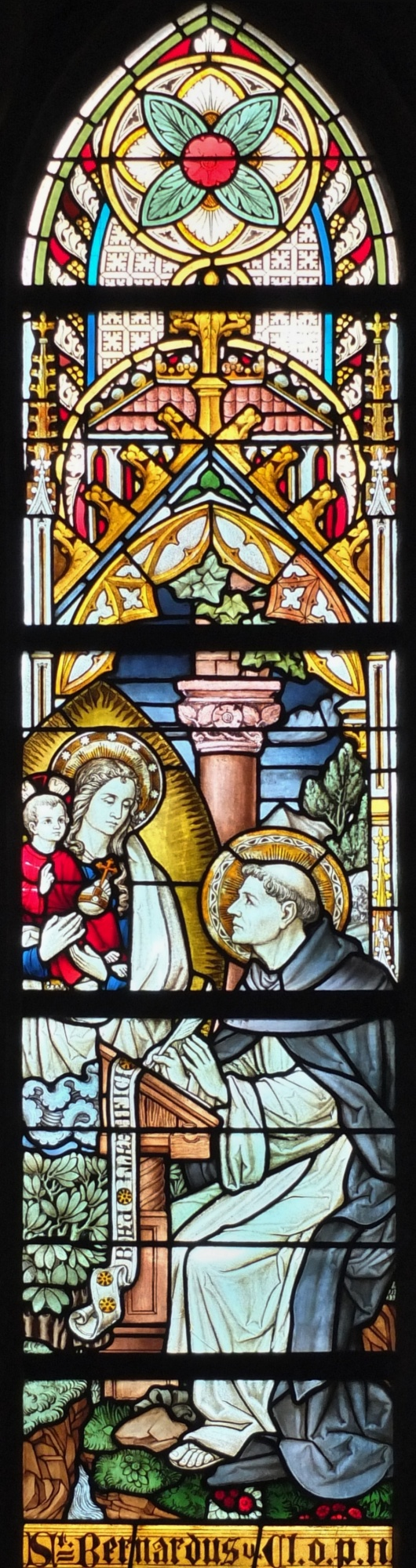
Bernhard von Clairvaux (N3)
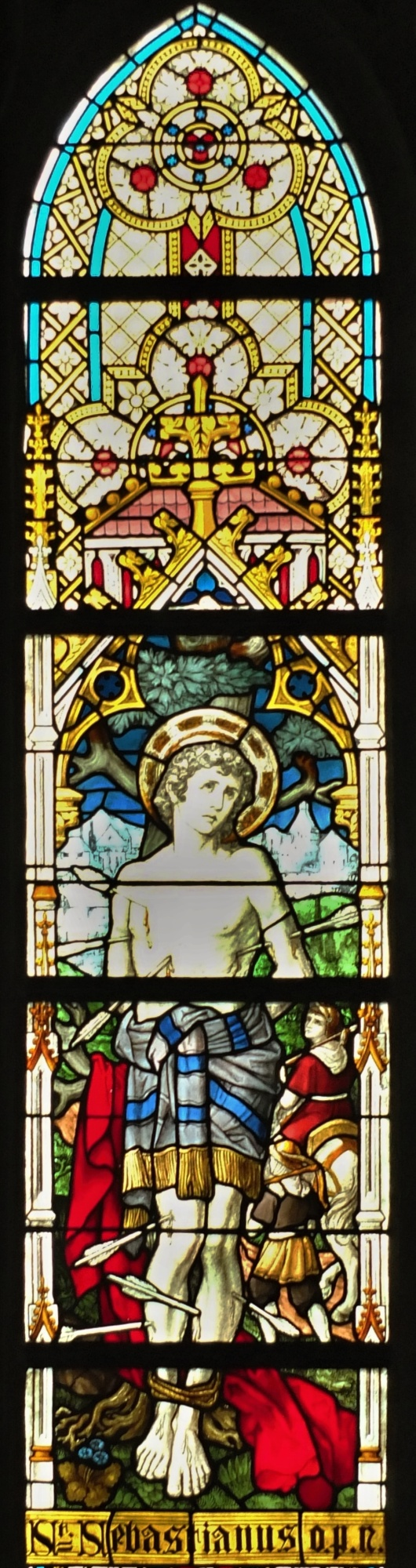
Sebastianus (N2)
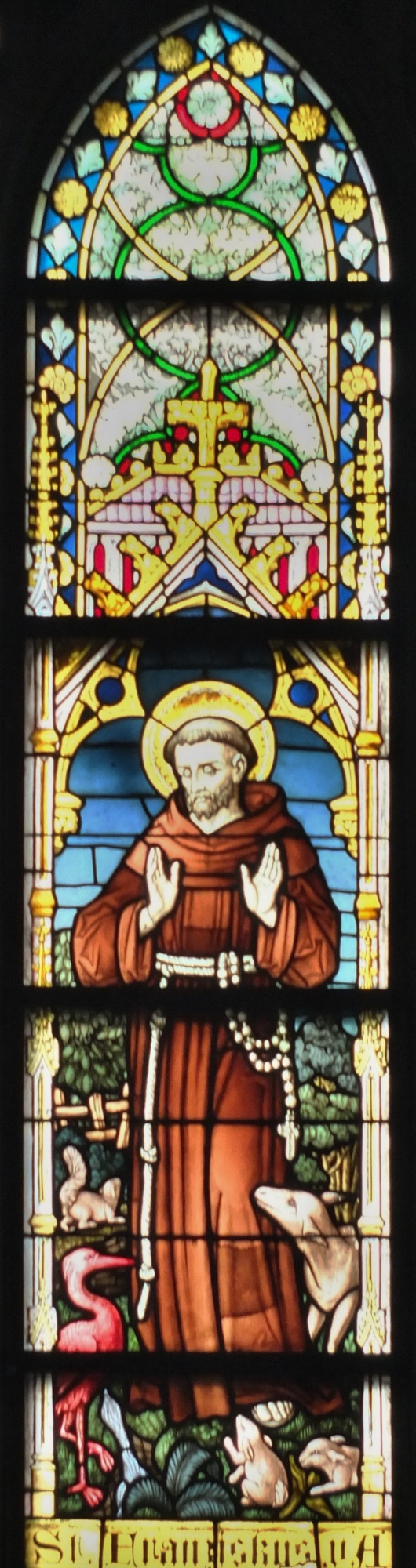
Franz von Assisi (S1, 1900)
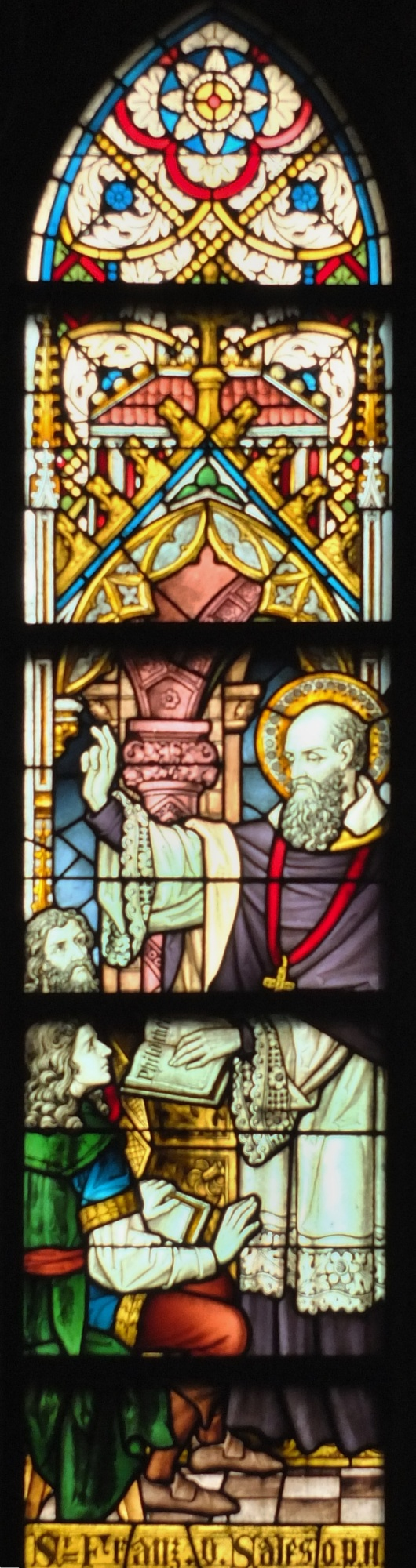
Franz von Sales (S2, 1900)
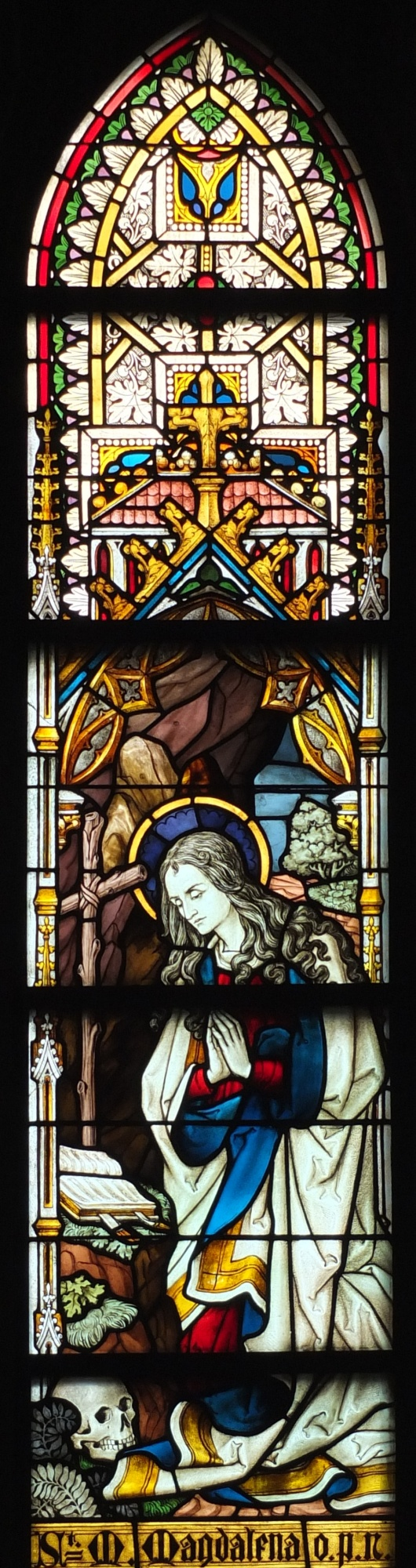
Maria Magdalena (S3, 1900)
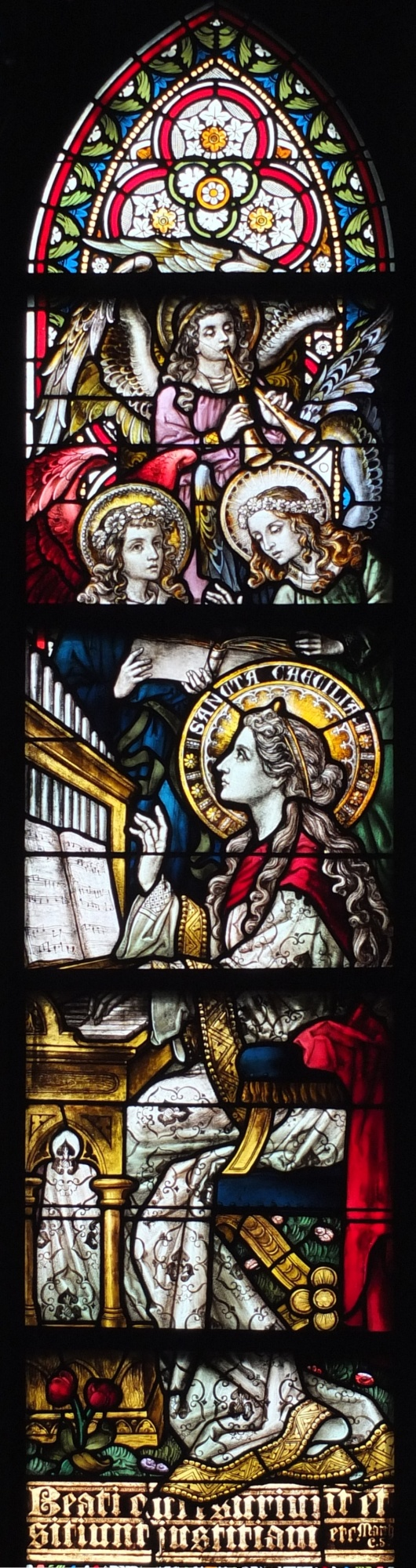
Cäcilia von Rom (S4, 1898)
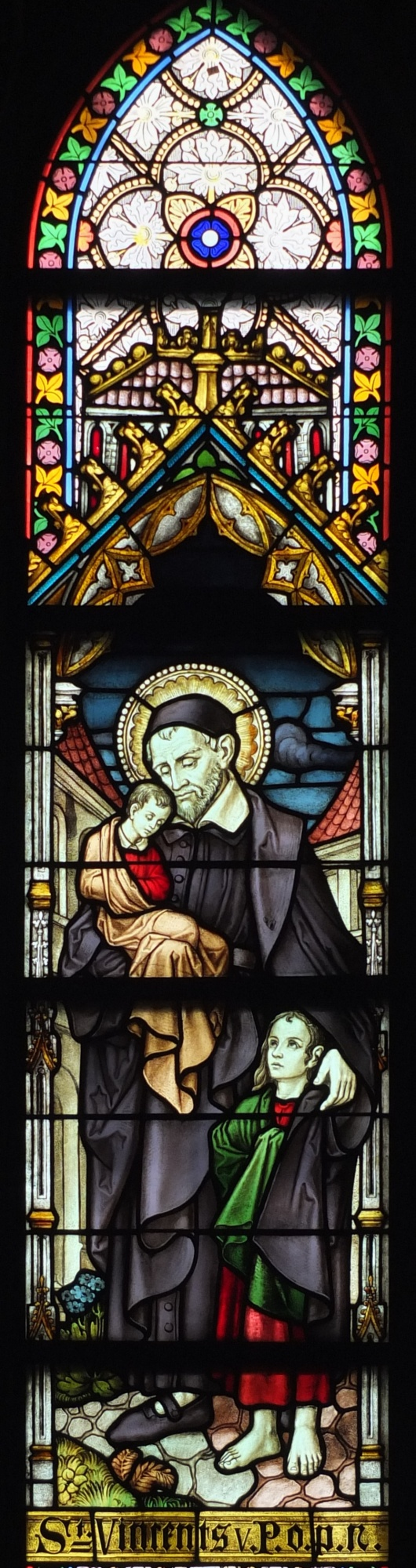
Vinzenz von Paul (S5)

Die weiteren Fenster des Langhauses sind in einem geschlossenen Zyklus acht Heiligen gewidmet. Sie sind, meist als Standfiguren, zentral im Fenster positioniert und werden von individuell gestalteten Ornamentbahnen begleitet. Im Einzelnen sind zu sehen: auf der Nordseite Aloisius von Gonzaga (N4), Bernhard von Clairvaux (N3), und Sebastianus (N2); auf der Südseite Franz von Assisi (S1), Franz von Sales (S2), Maria Magdalena (S3), Cäcilia von Rom (Cäcilia an der Orgel, S4) und Vinzenz von Paul (S5). Sechs dieser Fenster können den Stiftern Kath. Gesellenverein und Marianische Jünglings-Congregation (N4), Kath. Kaufmännischer Verein Rhenania (N3), St.-Sebastianus-Schützenverein (N2), Christine Bähr, geb. Krey (S1), Pfarre Hilden (S2 u. S3) und Kirchenchor Cäcilia (S4) zugeordnet werden. Der Kirchenchor, damals noch ein Männerchor, stiftete das Fenster aus Anlass seines Silberjubiläums.

#### Chor mit Konchen

Hauptthemen der Chorfenster
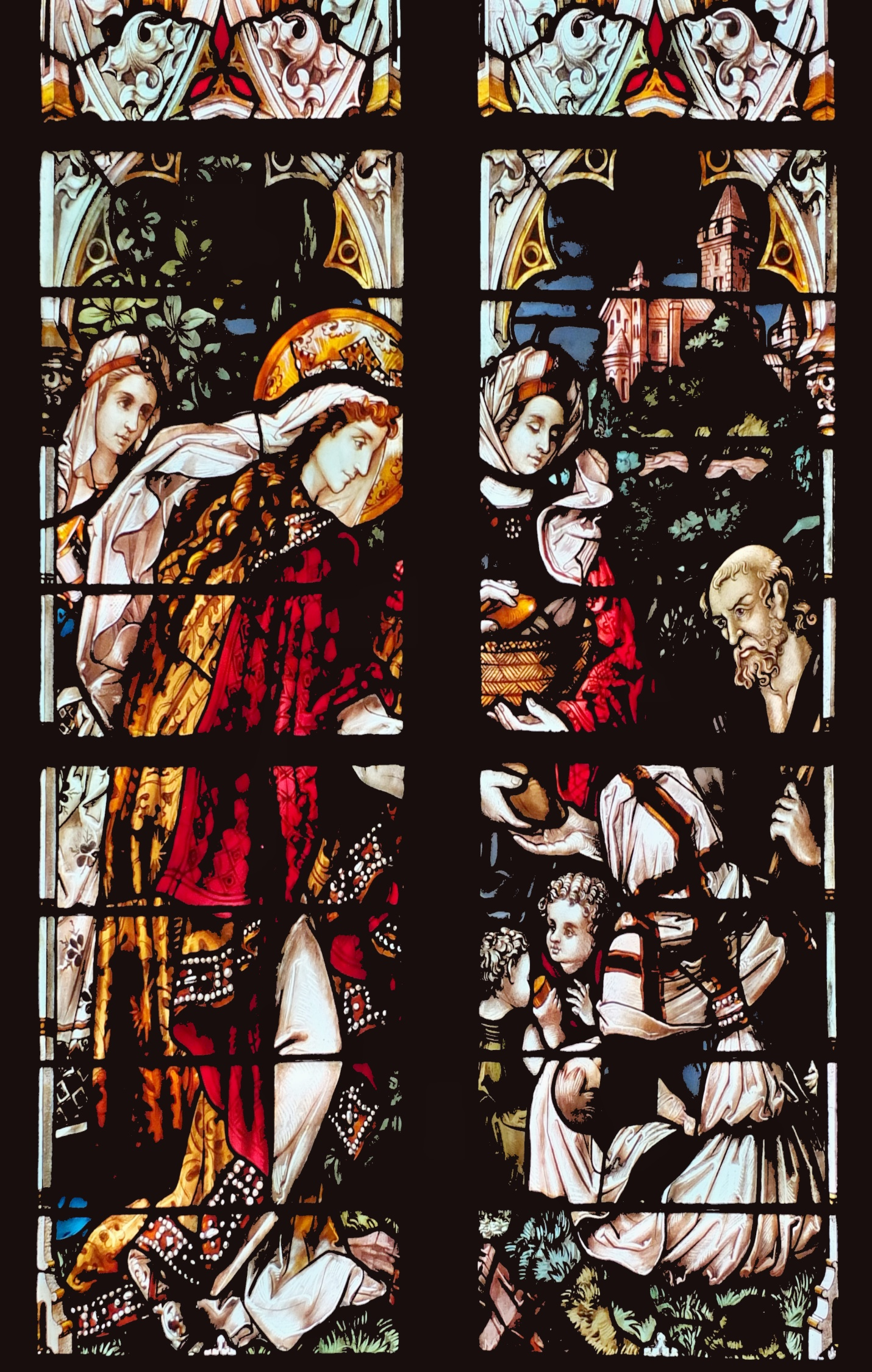
Elisabeth von Thüringen (C1, 1900)
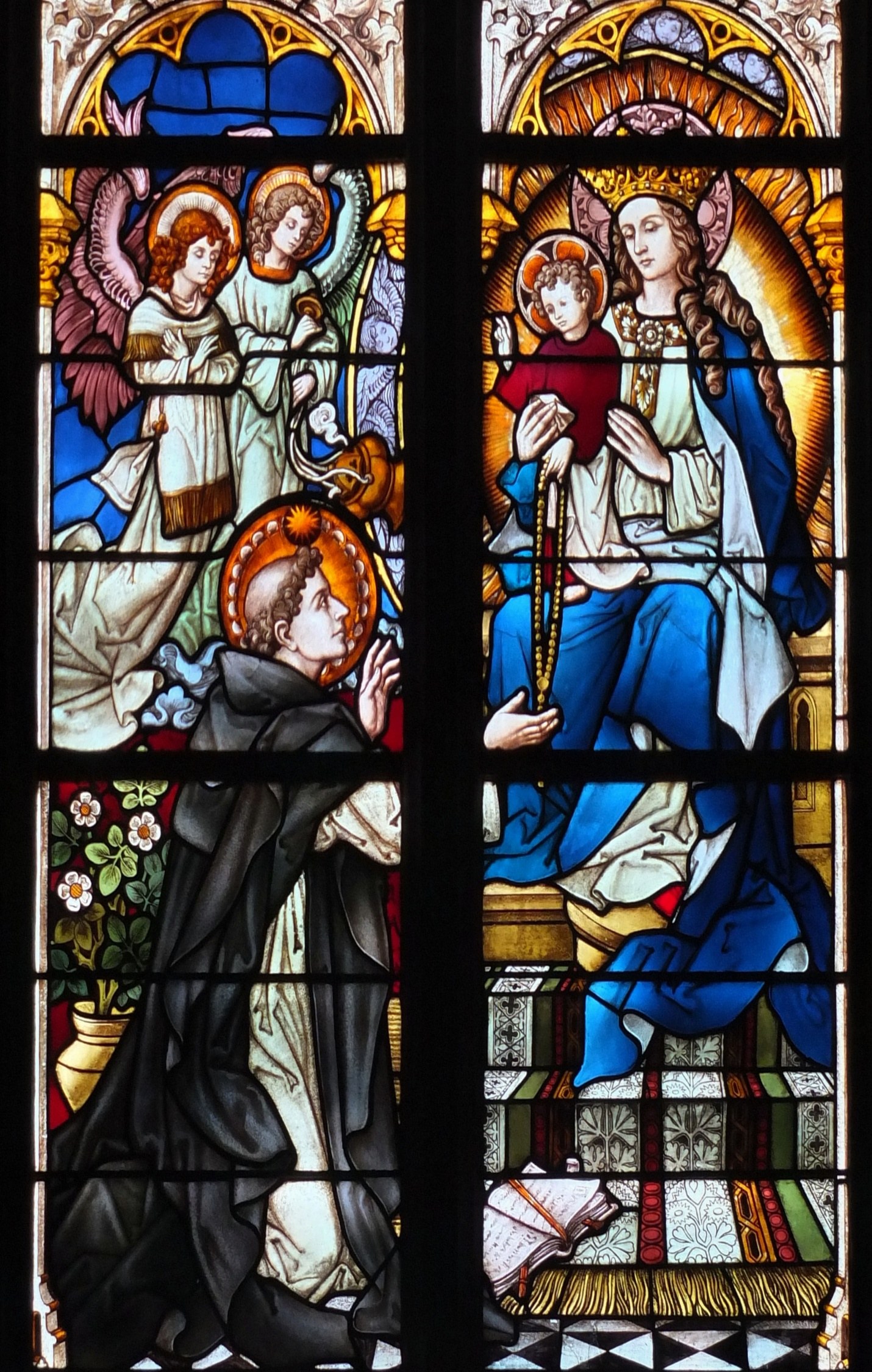
Maria reicht dem hl. Dominikus den Rosenkranz (C2, 1900)
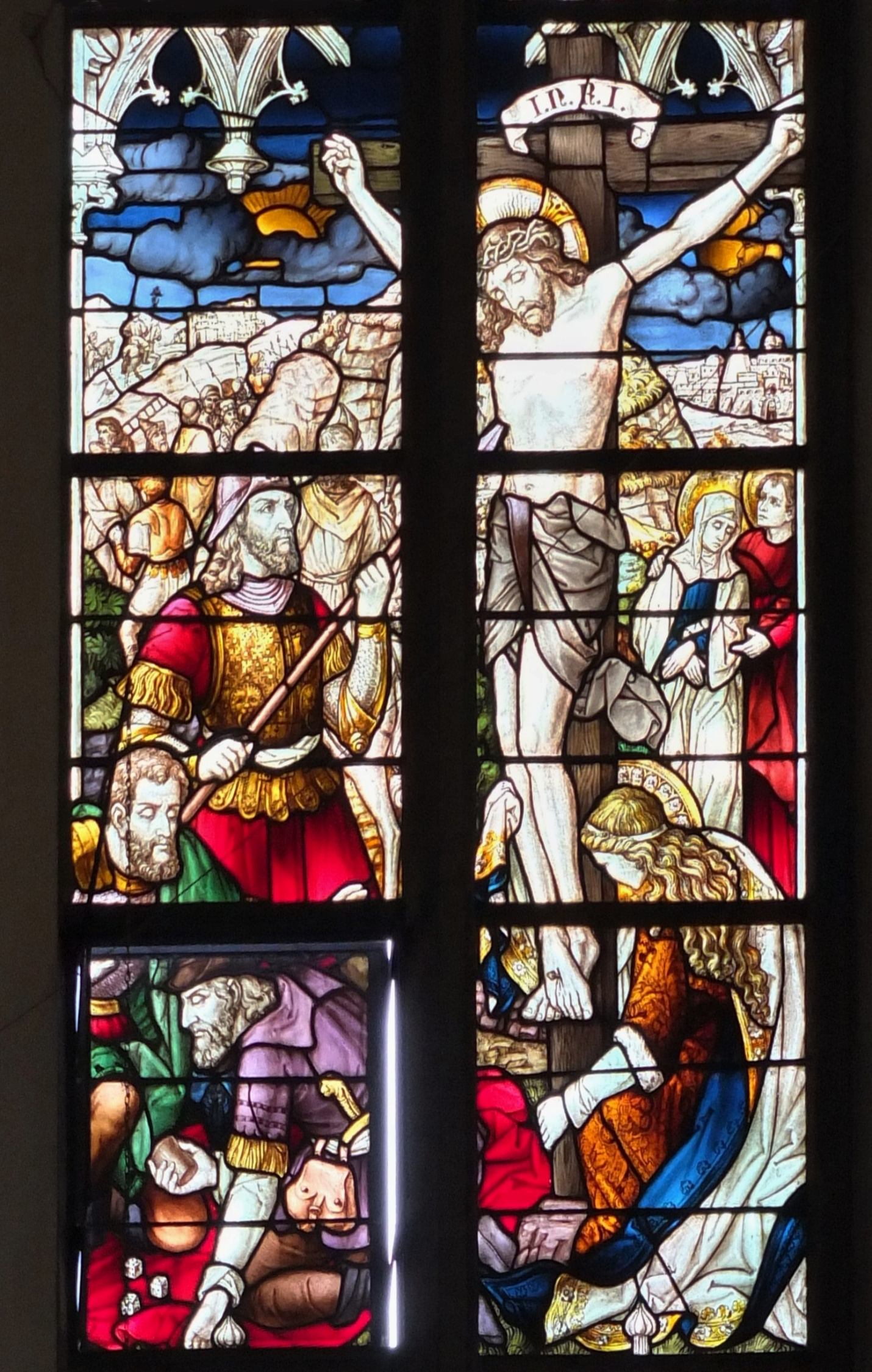
Kreuzigung Christi (C3, 1899)
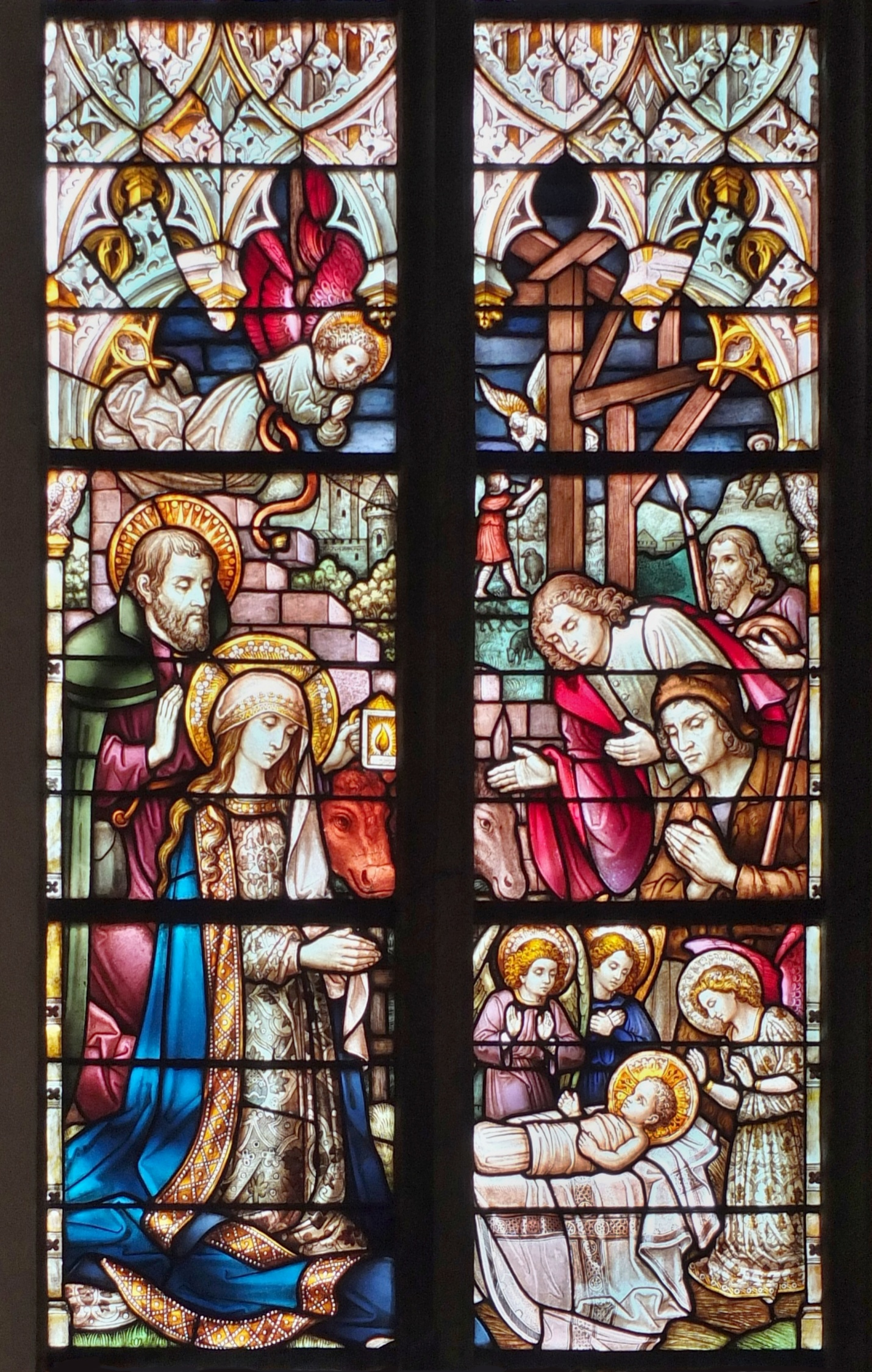
Christi Geburt (C4, 1898)
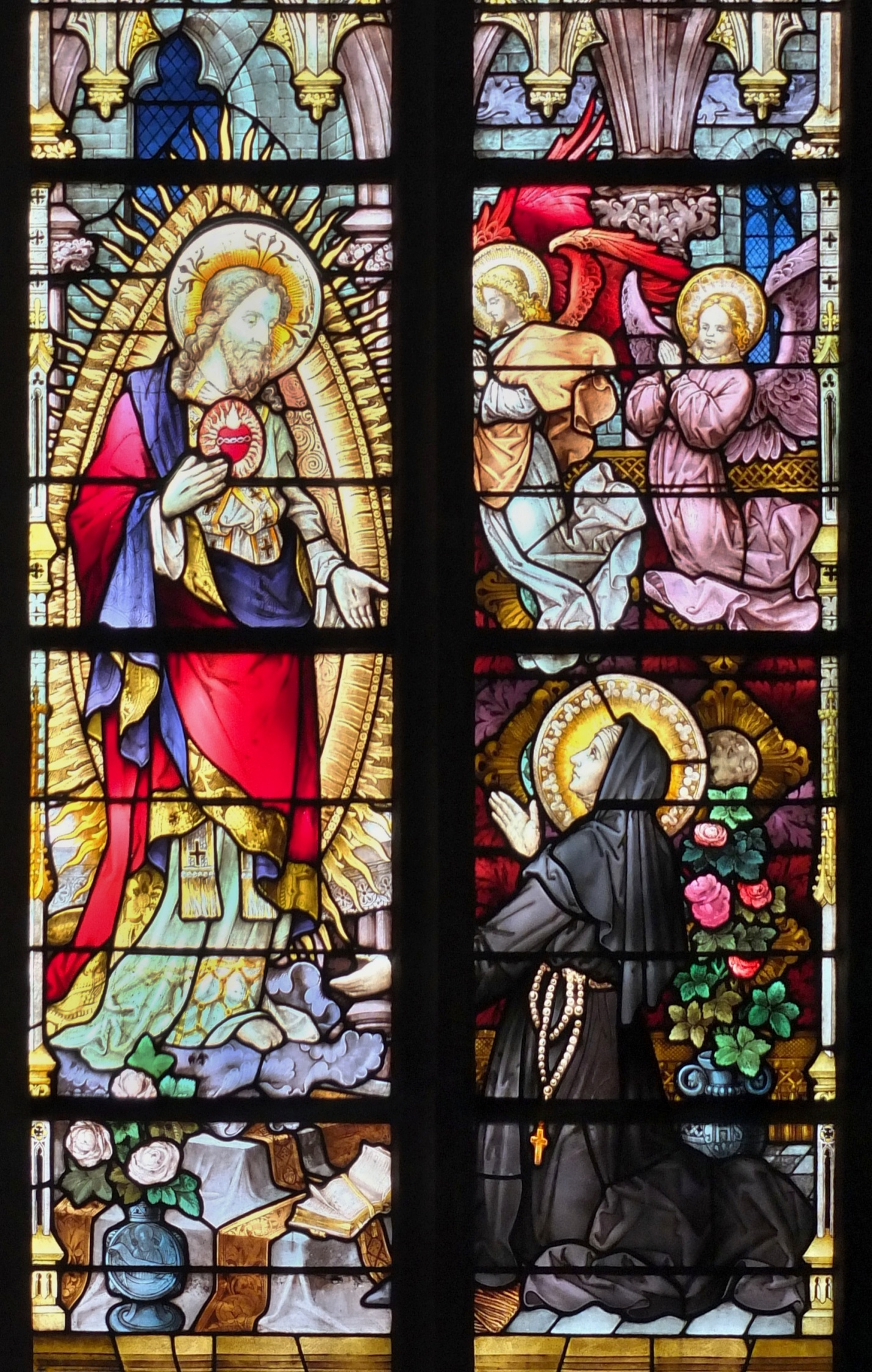
Herz Jesu (C5, 1895)

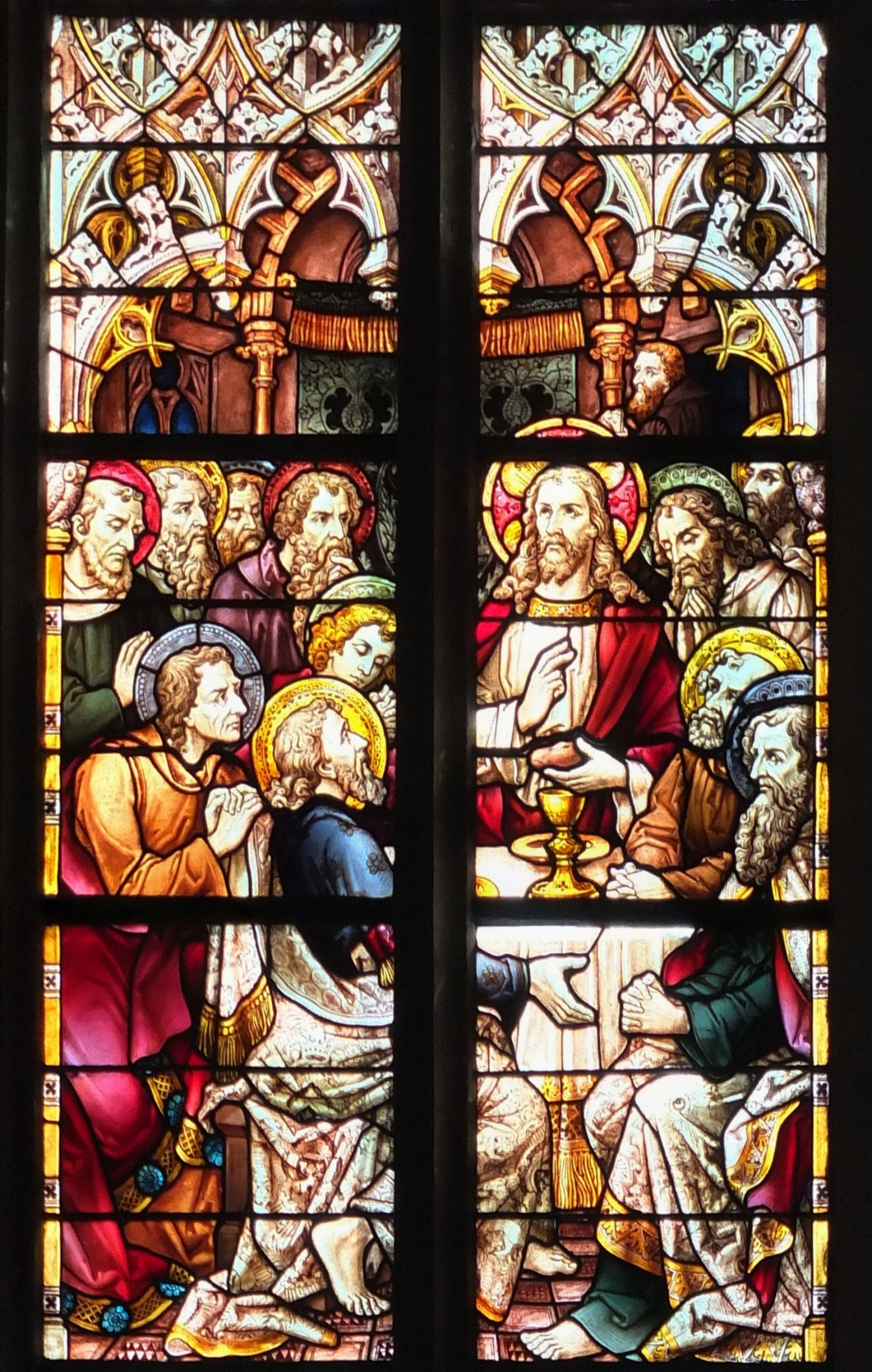
Das letzte Abendmahl (C6, 1898)
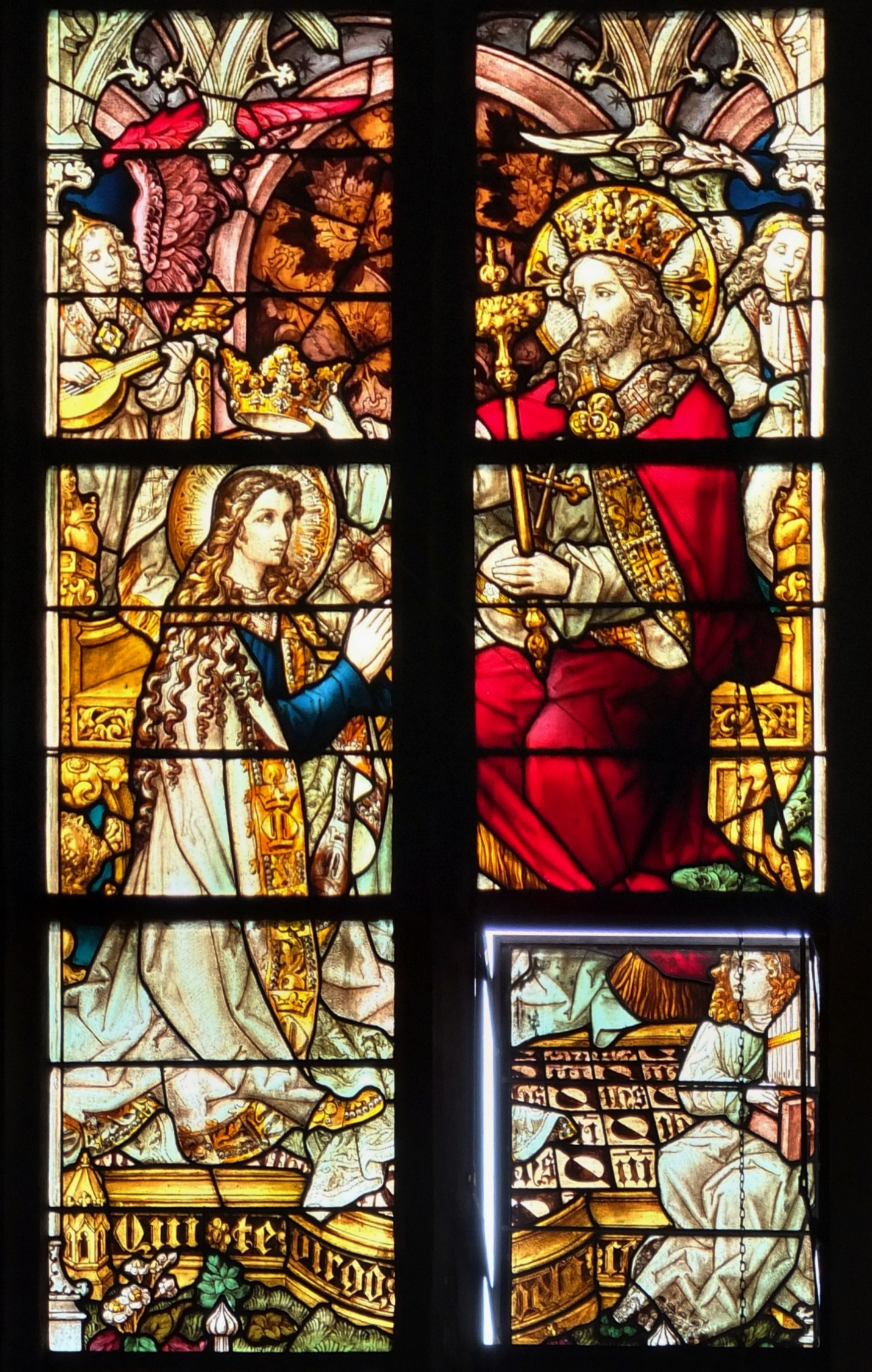
Krönung Mariens (C7, 1898)
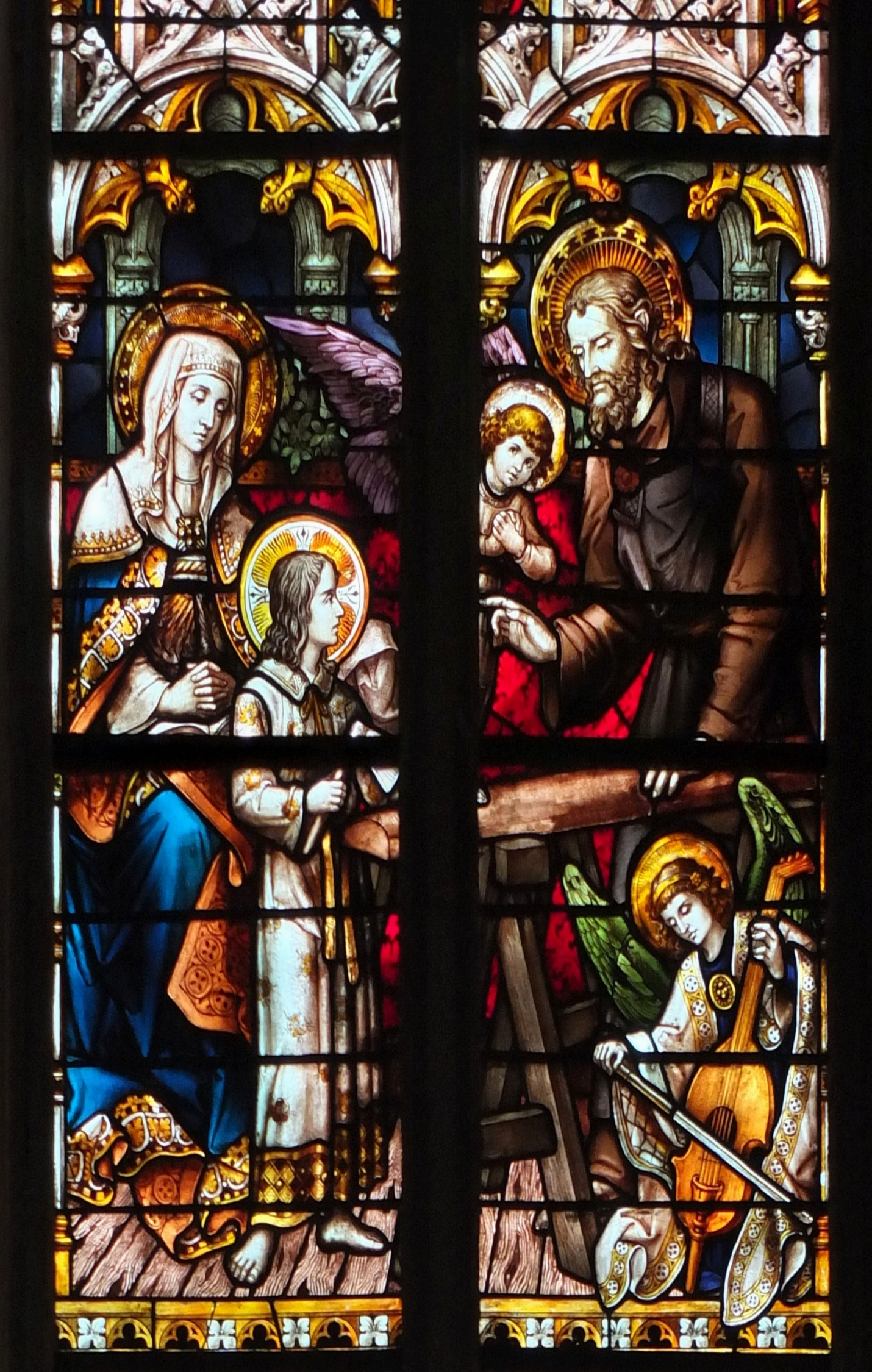
Die Heilige Familie in Nazareth (C8, 1898)
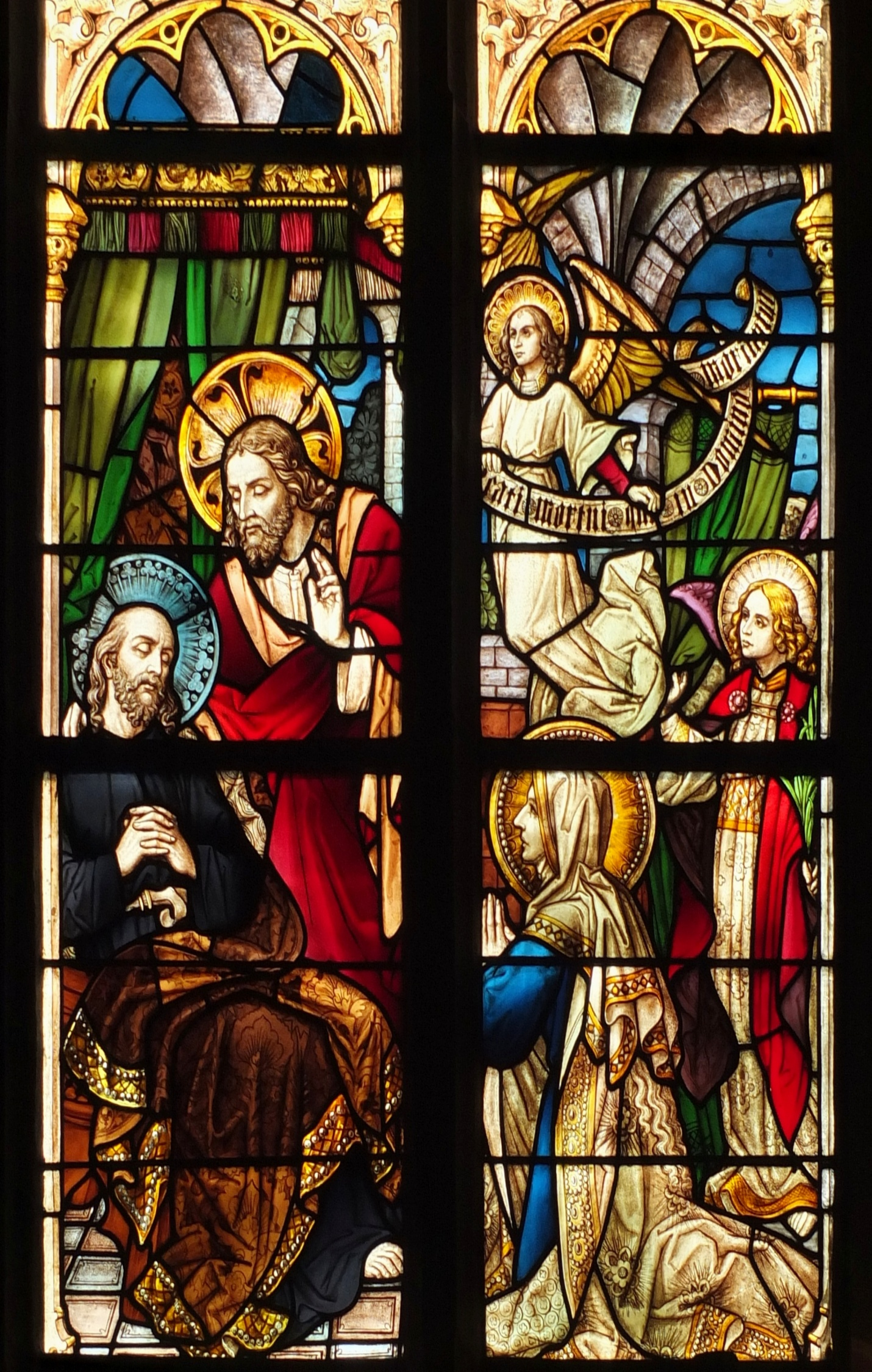
Josephs Tod (C9, 1900)

Die beiden Fenster, die sich im Marienchörchen hinter dem Marienaltar mit der Pietà befinden, stehen in engem Kontext mit den katholischen Vereinen, die die Fenster gestiftet haben. Das linke Fenster ist der heiligen Elisabeth von Thüringen (C1) gewidmet und wurde vom Sankt-Elisabeth-Verein gestiftet. Es zeigt Elisabeth bei der Verteilung von Brot an die Hungernden. Im Hintergrund ist die Wartburg zu erkennen. Die unteren Bildfelder des Fensters zeigen Elisabeth auf dem Sterbebett und ihre Beerdigung. Das rechte Fenster, Maria reicht dem heiligen Dominikus den Rosenkranz (C2), wurde vom Verein des lebendigen Rosenkranzes und der Marianischen Jungfrauen-Congregation gestiftet; die unteren Darstellungen zeigen die Verkündigung an Maria und Maria bei Elisabeth (Mariä Heimsuchung). Die Fenster des Hauptchors zeigen Begebenheiten aus dem Leben Jesu Christi. Das Fenster ganz links (C3) hat als Thema die Kreuzigung Christi. Es wurde von der Pfarre Hilden gestiftet. Darunter sind die Kirchenlehrer Ambrosius und Gregorius dargestellt. Das nächste Fenster zeigt Christi Geburt (C4) und darunter die Evangelisten Matthäus und Johannes. Es wurde von dem später von der Stadt Hilden zum Ehrenbürger ernannten Wilhelm Ferdinand Lieven gestiftet. Das Mittelfenster des Hauptchors, Das hl. Herz Jesu erscheint Margareta Maria Alacoque (C5), wurde von Gemeindemitgliedern als Ehrengabe an den 1895 als Pfarrverwalter nach Bürvenich berufenen Vikar Hülsebusch überreicht. Im unteren Teil dieses Fensters sind außerdem die beiden Schutzheiligen der Kirche, Jakobus der Ältere und Antonius von Padua, zu sehen. Das nächste Fenster zeigt Das letzte Abendmahl (C6) und wurde von der Pfarre Hilden gestiftet. In den unteren Bildfeldern dieses Fensters sind die Evangelisten Lukas und Markus zu sehen. Das letzte Fenster des Hauptchors hat als Hauptthema die Krönung Mariens (C7) und ist ein Geschenk des Pfarrers Robert Schmitz (* 31. Januar 1836 in Jackerath; † 6. Mai 1917). In den unteren Segmenten dieses Fensters sind noch die Kirchenlehrer Hieronymus und Augustinus dargestellt. Die letzten beiden Chorfenster befinden sich im Josephschörchen. Im linken der beiden Fenster, das vom Katholischen Arbeiterverein gestiftet wurde, ist die Heilige Familie in Nazareth (C8) zu sehen. In den unteren Bildern sind die Verlobung Marias mit Joseph und die Flucht nach Ägypten zu sehen. Das Fenster rechts außen wurde von der Pfarre Hilden gestiftet und steht mit seinem Thema, Josephs Tod (C9) in direktem Bezug zum Josephschörchen; in den unteren Bildteilen des Fensters die Heilige Familie auf dem Weg nach Jerusalem sowie die Wiederauffindung des 12-jährigen Jesus im Tempel.

#### Taufkapelle und Marienkapelle

Engel-Fenster in der Taufkapelle
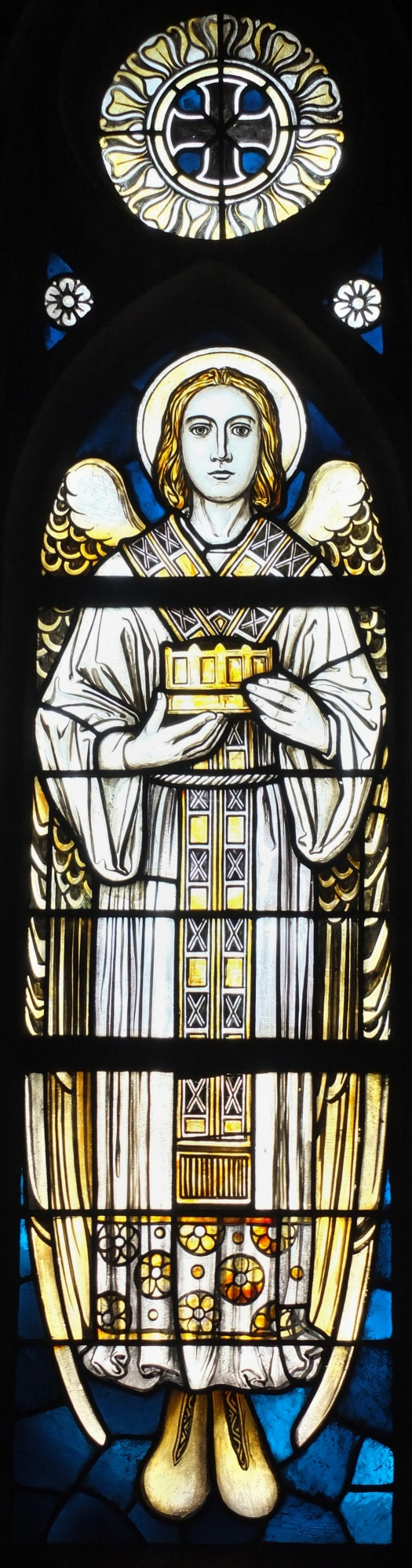
Engel mit Krone (N5, um 1910)
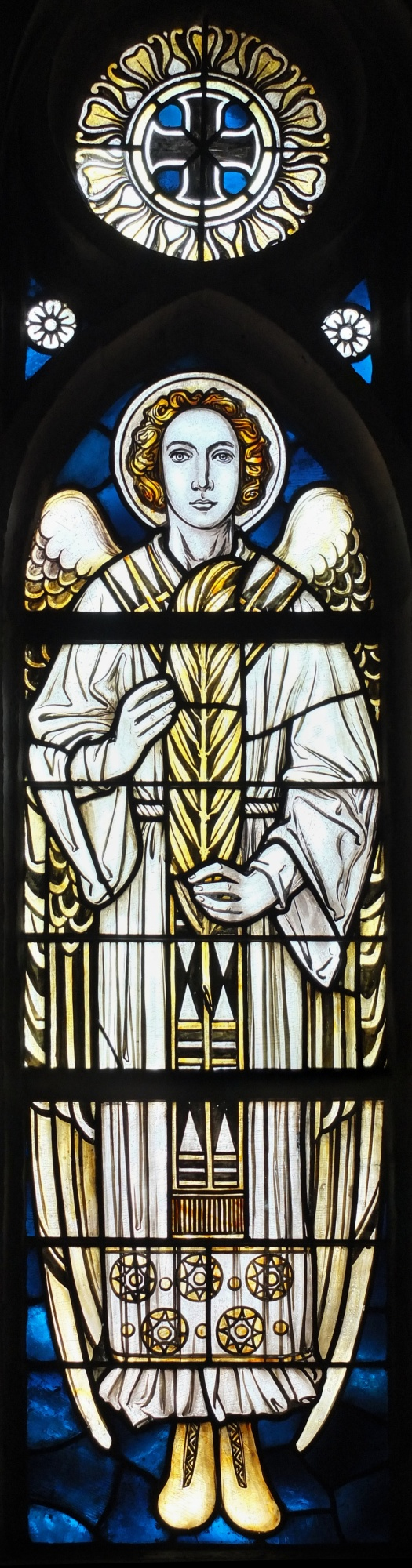
Engel mit Palmzweig (N6, um 1910)

In den drei Fenstern der Taufkapelle finden wir vor dunkelblauem Hintergrund drei golden leuchtende Engel, die äußeren eine Krone (N5 und N7), der mittlere einen Palmzweig (N6) in Händen haltend. Die Krone steht für die „Krone des Lebens“, der Palmzweig für die „Palme des Martyriums“. Das halbrunde Fenster über der Hintertür der Marienkapelle zeigt die Hochzeit zu Kana (N8). Es ist, wie die Marienkapelle selbst, erst nach 1946 entstanden.

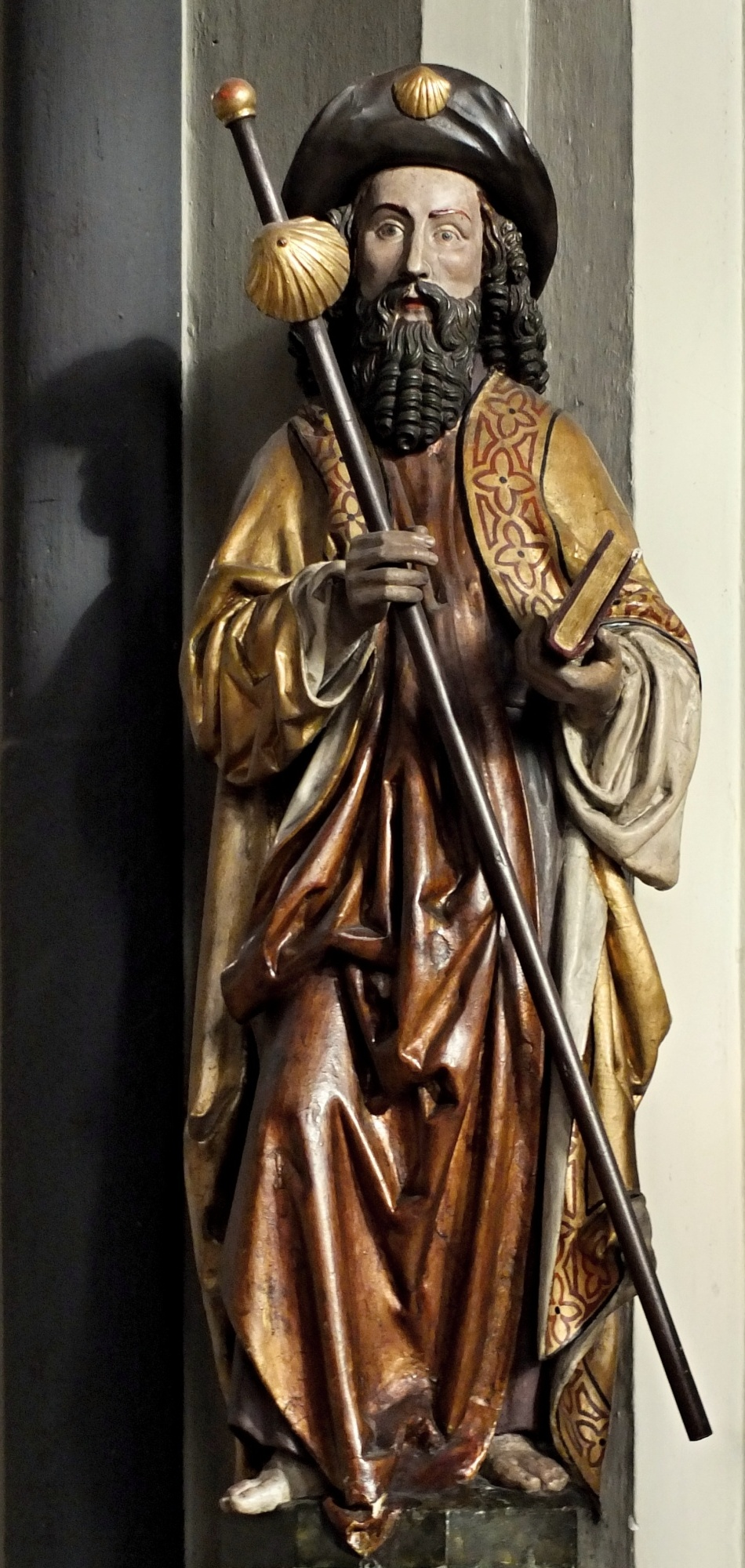
St. Jacobus

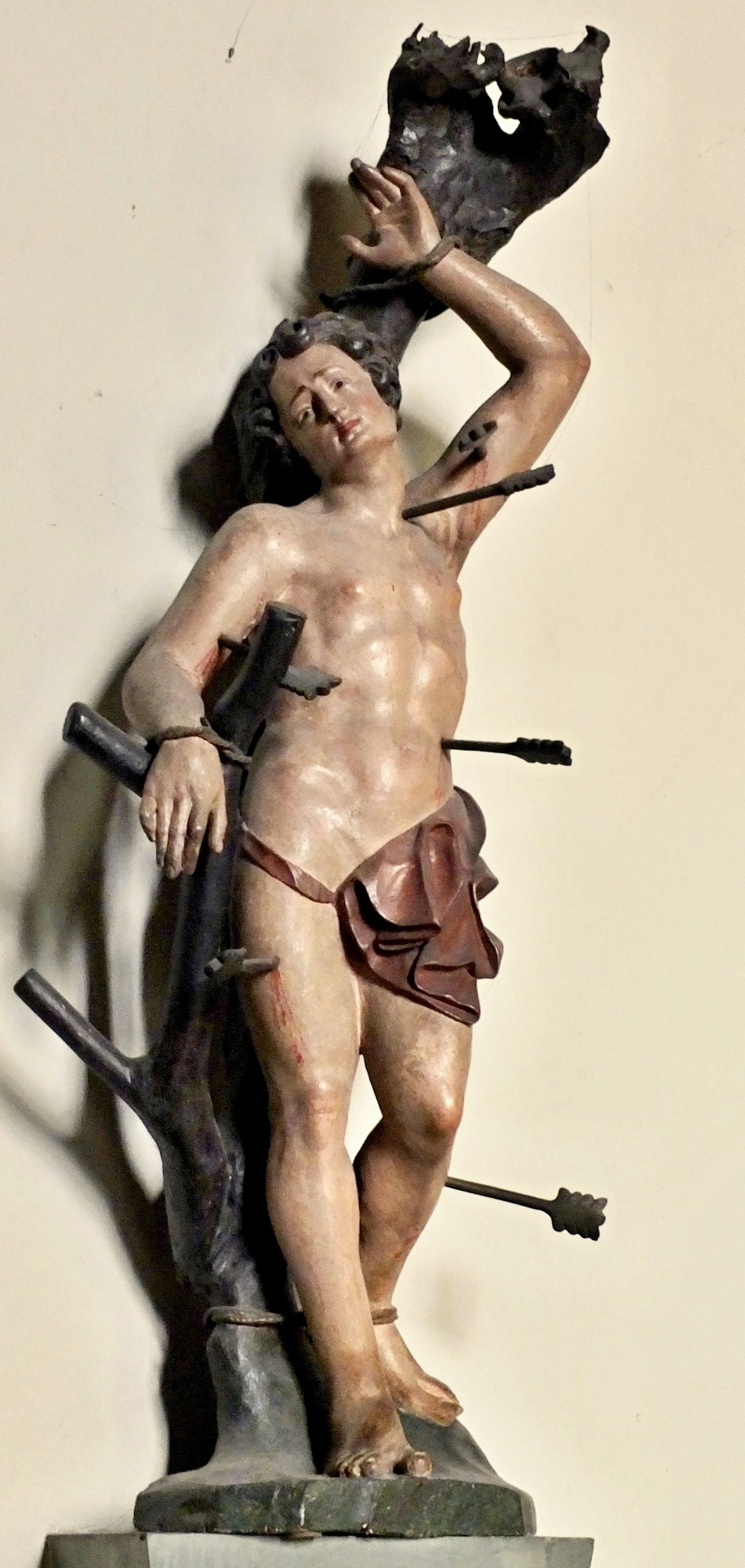
Sebastianus

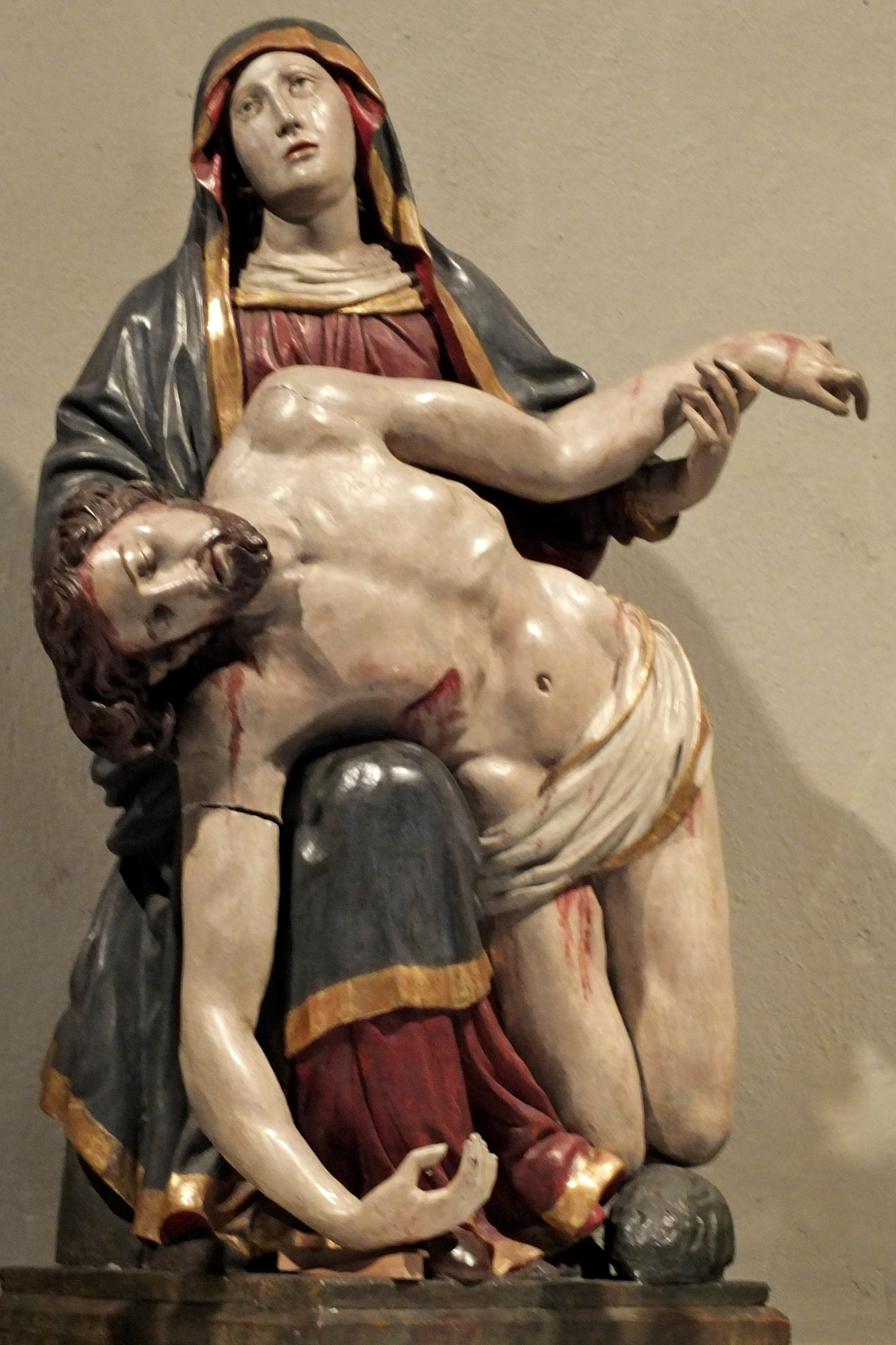
Pietà

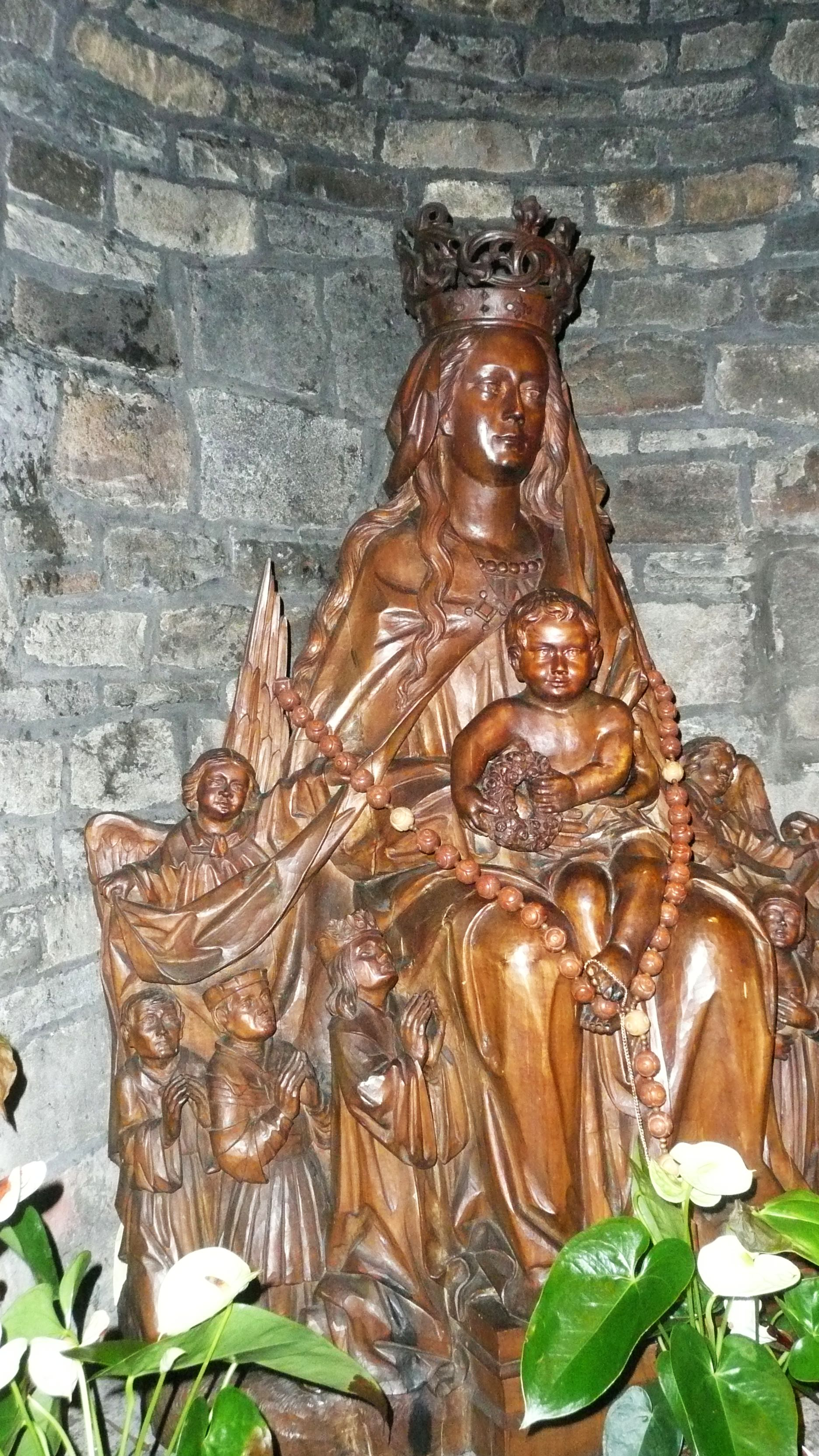
Schutzmantelmadonna

### Statue des St. Jacobus
Links vom Hauptchor thront der Namenspatron der Kirche, der heilige Jacobus als Pilger mit der Muschel. Die Figur stammt noch aus der Kirche am heutigen Markt. Sie besteht im Kern aus Eichenholz und wird dem 15. Jahrhundert zugeordnet. Der mit einer vergoldeten Pilgermuschel versehene Hut und die Hand mit Pilgerstab sind jüngere Ergänzungen. Die Figur trägt über dem weißen Untergewand ein schwarzes Skapulier, ein langes Obergewand ohne Ärmel. Dieses besteht aus einem langen Stoffstreifen, das vor der Brust und auf dem Rücken bis zum Saum des Untergewandes herabhängt und mit einem Gürtel in der Taille zusammengehalten wird. Darüber hängt ein körperlanger, vergoldeter und an den Säumen mit gemalten Ornamentstreifen verzierter Mantel, der im vorderen Bereich der Figur geöffnet ist. Vermutungen der 80er Jahre, nach denen die Statue aus dem Werkstattkreis des Meisters von Elsloo stamme, konnten anlässlich einer später durchgeführten Restaurierung und Begutachtung nicht bestätigt werden.

### Statue des St. Sebastianus
Links neben dem Eingang zur Taufkapelle steht in erhöhter Position auf einem Wandsockel die ca. 1,20 m hohe Statue des St. Sebastianus. Die polychrom gefasste Holzfigur zeigt den nur mit einem Lendentuch bedeckten, sonst nackten Körper des Märtyrers, mit Pfeilen durchbohrt an einen Baumstamm gefesselt.

### Altarraum
Im Marienchörchen befindet sich auf dem Muttergottesaltar eine Pietà. Die polychrom gefasste Skulpturengruppe mit Maria und dem toten Jesus auf ihrem Schoß wurde auf Mitte des 17. Jahrhunderts datiert. Der niederrheinische Künstler ist unbekannt. Die aus Laubholz gefertigte Figur setzt sich aus einem zentralen Holzblock mit mehreren Anstückungen (Arme Christi, Hand Mariens und Finger Christi) zusammen. Die aktuelle Fassung stammt möglicherweise aus dem 19. Jahrhundert.
Der Osterleuchter und der bronzene Tabernakel im Josephschörchen stammen von 1997. Sie wurden von der auf Burg Engelsdorf bei Aldenhoven lebenden Künstlerin Maria Jesús Ortíz de Fernández (* 1954, Santiago de Chile) gestaltet. Auf dem Tabernakel sind der brennende Dornbusch, Pilger auf dem Jakobsweg, der Gang der Israeliten durch das Rote Meer und auf der Rückseite das Kreuz Jesu Christi dargestellt.

### Kreuzweg
Auf 14 Bronzetafeln ist der Kreuzweg Christi dargestellt. Der erste Teil des Kreuzweges beginnt an der Südwand des Langhauses unter dem Fenster des Franz von Assisi (S1). An der Wand gegenüber wird der Weg, beginnend unter dem Fenster des St. Sebastianus mit sechs Stationen zu Ende geführt. Die Reliefs wurden 1958 von dem in Düsseldorf lebenden Bildhauer Ottmar Hollmann geschaffen. Ein weiteres Exemplar dieses Kreuzweges hat der Künstler für das Franziskanerkloster Düsseldorf (2017 abgerissen) geschaffen.

### Taufkapelle
Hinter der Nordwand befindet sich die an den Turm angebaute, polygonal geformte Taufkapelle. Der kleine Raum wird aus drei Fenstern von lichtgoldenen Engeln angestrahlt. Das schlicht gestaltete Taufbecken ruht auf einer sich nach oben verjüngenden Säule. Beides ist aus Granit gefertigt, das Becken mit einer bronzenen Haube bedeckt. Daneben ist ein ca. 1,30 m hoher Kandelaber positioniert. Die schlanke, sich nach oben verjüngende Bronzesäule zeigt an ihrer Basis eine Jakobsmuschel, darüber das erhabene Relief der St. Jacobus Kirche, von der sich spiralförmig der Jakobsweg empor windet.

### Marienkapelle
Kurz nach Ende des Zweiten Weltkriegs wurde mittels eines Durchbruchs in der Nordwand des Kirchturms die Marienkapelle geschaffen, die am 10. August 1947 eingeweiht wurde. Die Kapelle sollte der Ausdruck des Dankes an die Mutter Gottes für die Errettung der Stadt Hilden vor der Zerstörung sein. In der auch Mariengrotte genannten Kapelle, deren Wände noch das Bruchsteinmauerwerk der Vorgängerkirche zeigen, befindet sich seit dem 26. September 1949 eine monochrome, aus Holz geschnitzte, sitzende Schutzmantelmadonna mit dem Jesuskind auf ihrem Schoß. Ihr Mantel wird von zwei Engeln gehalten. Unter dem Mantel finden Fürsten und Geistliche Schutz.

## Orgel

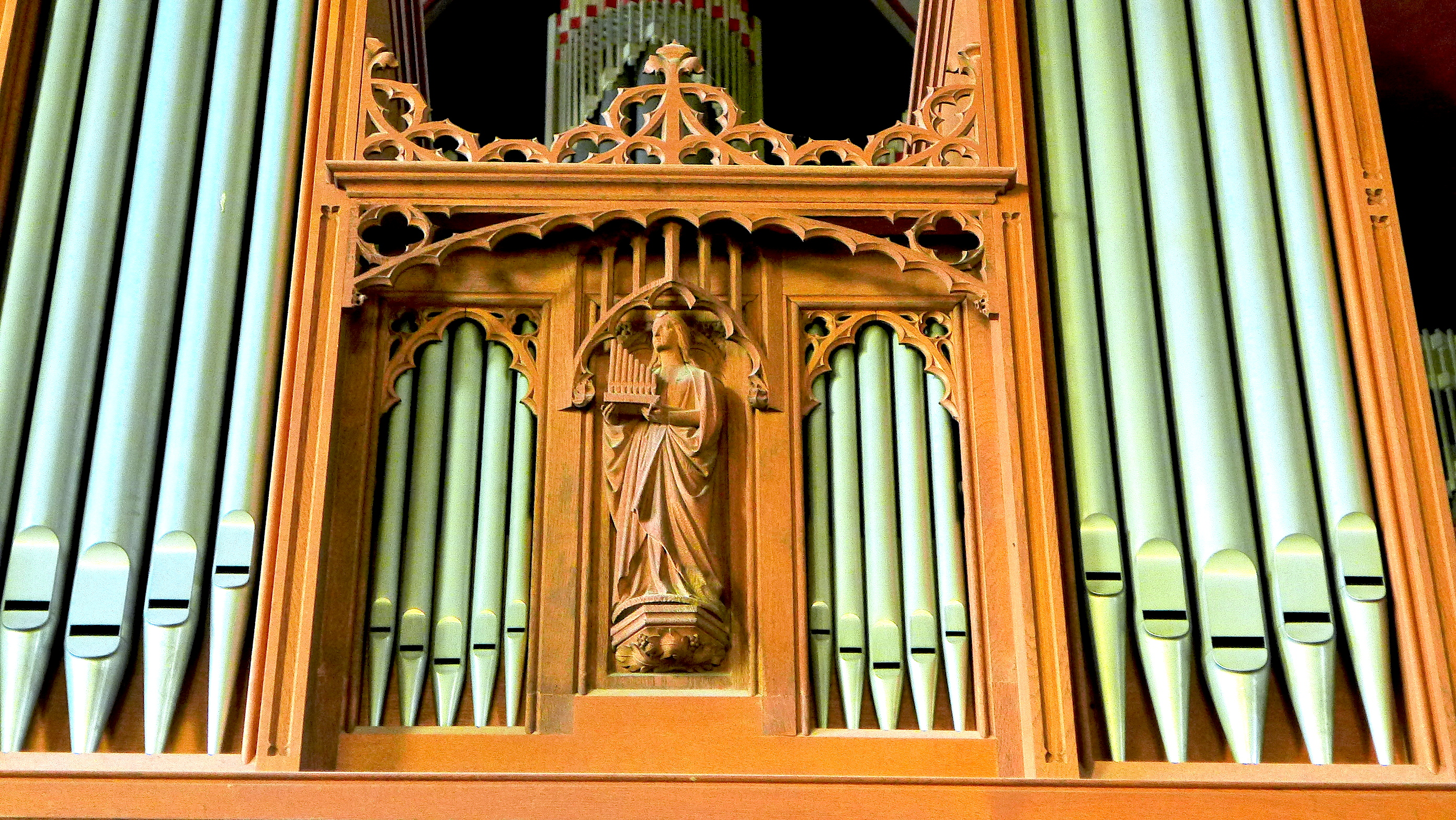
Orgel

Die Orgel auf der Westempore wurde von der Firma Karl Schuke, Berliner Orgelwerkstatt GmbH erbaut.
Die Disposition erfolgte durch Friedhelm Hohmann in Zusammenarbeit mit dem Domorganisten Josef Zimmermann aus Köln. Ernst Bittcher und K. J. Bollenbeck aus Köln fertigten das Gehäuse der Orgel an. Wolfgang Kobischke und Gijsbertus Thijs führten die Intonation durch.
Eingerahmt wird die Orgel von einer filigranen, reich verzierten Holz-Balustrade mit eingebautem Rückpositiv und Schnitzfigur der heiligen Cäcilia auf dem Orgelprospekt.
| I Hauptwerk C–a3 |                      |       |
| 1.               | Nachthorn            | 16′   |
| 2.               | Principal            | 8′    |
| 3.               | Holzflöte            | 8′    |
| 4.               | Gemshorn             | 8′    |
| 5.               | Gamba                | 8′    |
| 6.               | Octave               | 4′    |
| 7.               | Blockflöte           | 4′    |
| 8.               | Quinte               | 2 ⁄3′ |
| 9.               | Oktave               | 2′    |
| 10.              | Kornett IV-V (ab f0) |       |
| 11.              | Mixtur V             |       |
| 12.              | Zimbel III           |       |
| 13.              | Trompete             | 16′   |
| 14.              | Trompete             | 8′    |
| 15               | Trompete             | 4′    |

| Rückpositiv C–a3 |                 |       |
| 16.              | Principal       | 8′    |
| 17.              | Gedackt         | 8′    |
| 18.              | Quintade        | 8′    |
| 19.              | Praestant       | 4′    |
| 20.              | Spitzflöte      | 4′    |
| 21.              | Schwegel        | 2′    |
| 22.              | Sesquialtera II |       |
| 23.              | Quinte          | 1 ⁄3′ |
| 24.              | Scharff IV      |       |
| 25.              | Dulcian         | 16′   |
| 26.              | Krummhorn       | 8′    |
| 27.              | Vox humana      | 8′    |
|                  | Tremulant       |       |

| III Schwellwerk C–a3 |                 |        |
| 28.                  | Bourdon         | 16′    |
| 29.                  | Rohrflöte       | 8′     |
| 30.                  | Geigenprinzipal | 8′     |
| 31.                  | Salizonal       | 8′     |
| 32.                  | Vox coelestis   | 8′     |
| 33.                  | Prinzipal       | 4′     |
| 34.                  | Traversflöte    | 4′     |
| 35.                  | Nasard          | 2 ⁄3′  |
| 36.                  | Bachflöte       | 2′     |
| 37.                  | Terz            | 1 3⁄5′ |
| 38.                  | Piccolo         | 1′     |
| 39.                  | Mixtur VI       |        |
| 40.                  | Basson          | 16′    |
| 41.                  | Trompete harm.  | 8′     |
| 42.                  | Oboe            | 8′     |
| 43.                  | Clarino         | 4′     |
|                      | Tremulant       |        |

| Pedal C–f1 |               |         |
| 44.        | Principal     | 16′     |
| 45.        | Subbass       | 16′     |
| 46.        | Bordun        | 16′     |
| 47.        | Quinte        | 10 2⁄3′ |
| 48.        | Oktave        | 8′      |
| 49.        | Bassflöte     | 8′      |
| 50.        | Choralbass    | 4′      |
| 51.        | Pommer        | 4′      |
| 52.        | Hintersatz IV |         |
| 53.        | Posaune       | 16′     |
| 54.        | Trompete      | 8′      |
| 55.        | Trompete      | 4′      |

- Koppeln:
  - Normalkoppeln: II/I, III/I, III/II, I/P, II/P, III/P
  - 792 Setzerkombinationen mit Sequenzschaltung

## Glocken
Die drei Glocken (Schlagtöne: es' f' g') von 1910 stammen vom Glockengießer Carl Maximilian Hubert Edelbrock, Fa. Petit & Gebr. Edelbrock, Gescher. Sie schwingen nach dem Geläutemotive „Pater noster“:
- Pater noster (bisher: Gotteslob-Nr. 378, jetzt: Gotteslob-Nr. 589,3)
- Maria, breit den Mantel aus (bisher: Gotteslob-Nr. 949, jetzt: Gotteslob-Nr. 849)
- Requiem, Intr. Missa Pro Defunctis
- Vidi aquam, Antiphon Tempore Paschali (bisher: Gotteslob-Nr. 424,2; jetzt: Gotteslob-Nr. 125)[20]